# Emma Goldman
Emma Goldman (em hebraico: אמה גולדמן; romaniz.: Ama Goldman; nascida em Caunas, Governo de Knovo, Império Russo – falecida em Toronto, Ontário, Canadá) foi uma anarquista judia russa, conhecida por seu ativismo, seus escritos políticos e conferências que reuniam milhares de pessoas nos Estados Unidos. Teve um papel fundamental no desenvolvimento do anarquismo na América do Norte na primeira metade do século XX.
Goldman nasceu em Kovno (atual Kaunas), na Lituânia — que era, então, parte do Império Russo. Emigrou para os Estados Unidos em 1885 e viveu em Nova Iorque, onde conheceu e passou a fazer parte do florescente movimento anarquista. Atraída pelo anarquismo após a Revolta de Haymarket, Goldman tornou-se uma renomada ensaísta de filosofia anarquista e escritora, escrevendo artigos anticapitalistas bem como sobre a emancipação da mulher, problemas sociais e a luta sindical. Ela e o escritor anarquista Alexander Berkman, seu amante e companheiro por toda vida, planejaram assassinar Henry Clay Frick como uma ação de propaganda pelo ato. Embora Frick tenha sobrevivido ao atentado, Berkman foi sentenciado a vinte e dois anos na cadeia. Goldman foi presa várias vezes nos anos que se seguiram, por "incentivar motins" e ilegalmente distribuir informações sobre contracepção. Em 1906, Goldman fundou o jornal anarquista Mother Earth (Mãe Terra).
Em 1917, Goldman e Berkman foram sentenciados a dois anos na cadeia por conspirarem para "induzir pessoas a não se alistarem" no serviço militar obrigatório, que havia sido recentemente instituído nos Estados Unidos. Depois de serem soltos da prisão, foram novamente presos — junto com centenas de outros progressistas — sendo deportados para a Rússia. Inicialmente simpatizantes da Revolução Bolchevique daquele país, Goldman rapidamente expressou sua oposição ao uso de violência dos sovietes e à repressão das vozes independentes. Em 1923, ela escreveu sobre suas experiências entre os bolcheviques, dando forma ao livro Minha Desilusão na Rússia (My Disillusionment in Russia). Enquanto viveu em Inglaterra, Canadá e França escreveu uma autobiografia chamada Vivendo Minha Vida (Living My Life). Com o início da Guerra Civil Espanhola, em 1936, Emma, já com mais de 60 anos, viajou até a Espanha para apoiar a Revolução Anarquista.
Durante sua vida, Goldman foi celebrada por seus admiradores, como uma livre pensadora e "mulher rebelde", e achincalhada pelos adversários, como sendo defensora de assassinatos políticos e revoluções violentas. Seus escritos e conferências abrangeram uma variedade de assuntos, incluindo o sistema prisional, ateísmo, liberdade de expressão, militarismo, capitalismo, casamento e emancipação das mulheres. Também desenvolveu novas formas de incorporar políticas de gênero no anarquismo. Emma Goldman morreu na cidade de Toronto, no Canadá em 14 de maio de 1940.

## Biografia

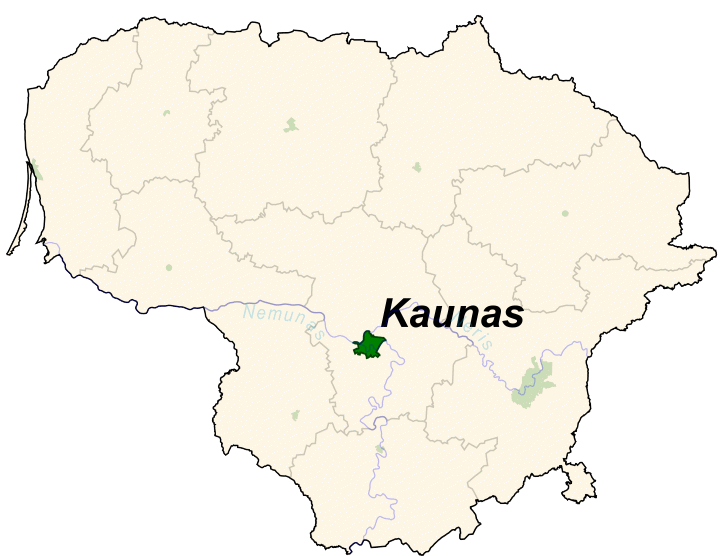
Emma Goldman nasceu em Kaunas, parte da Lituânia contemporânea

A família de Emma Goldman integrava uma comunidade de judeus ortodoxos habitantes da cidade lituana de Kaunas (que na época era chamada Kovno, e era parte do Império Russo). A mãe de Goldman, Taube Bienowitch havia se casado anteriormente com um homem com quem havia tido duas filhas — Helena, em 1860, e Lena, em 1862. Quando seu primeiro marido morreu de tuberculose, Taube ficou arrasada. Goldman mais tarde escreveu: "Todo amor que ela tinha havia morrido com o jovem com quem ela havia se casado aos 15 anos de idade".
O segundo casamento de Taube fora arranjado por sua família, como Emma o definiu, "bem diferente do primeiro". Seu segundo marido, Abraham Goldman, investiu a herança de Taube em um negócio que rapidamente fracassou. As dificuldades decorrentes, combinadas com o distanciamento emocional entre marido e mulher, criaram um ambiente tenso em casa. Quando Taube ficou grávida, Abraham desejou desesperadamente que a criança fosse um menino. Segundo ele, uma filha só serviria como mais um sinal de fracasso. Posteriormente eles teriam três filhos, mas a primeira criança que tiveram juntos foi mesmo uma menina, Emma.

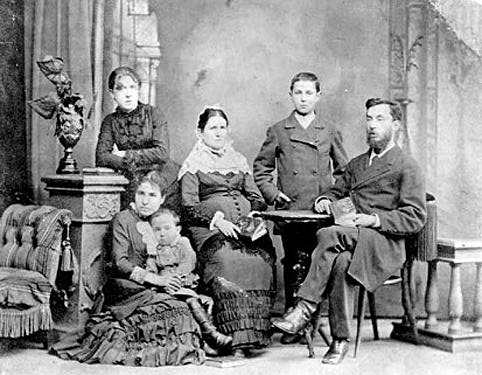
A família Goldman, São Petersburgo, 1882. Da esquerda: Emma, em pé, Helena, sentada com Morris em seu colo; Taube; Herman; Abrahan

Emma Goldman nasceu em 27 de junho de 1869. Seu pai era severo com os filhos, utilizando-se de violência física para puni-los quando o desobedeciam. Usava um chicote apenas contra Emma, a mais rebelde de todos eles. Sua mãe pouco a consolava, solicitando apenas raramente que Abraham moderasse suas surras. Goldman mais tarde especulou se o temperamento raivoso de seu pai não seria, ao menos em parte, resultado de frustração sexual.
Os relacionamentos de Emma com suas irmãs, Lena e Helena, eram contrastantes. Em Helena, a mais velha, encontrava o conforto que não encontrava em sua mãe. Foi ela quem deu à infância de Emma "todas as alegrias que porventura teve". Lena, no entanto, era distante e impiedosa. Às três irmãs somavam-se também os irmãos Louis (que morreu aos seis anos de idade), Herman (morto em 1872) e Moishe (morto em 1879).

### Adolescência

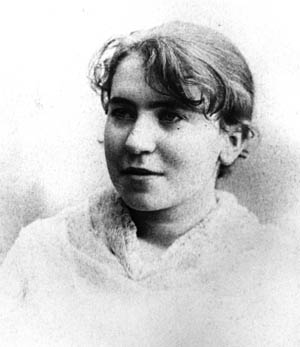
Emma Goldman em 1886

Quando Emma era adolescente, a família Goldman mudou-se para a vila de Papilė, onde seu pai passou a administrar uma taberna. Enquanto suas irmãs trabalhavam, ela se tornou amiga de um servente chamado Petrushka, que estimulou nela as "primeiras sensações eróticas". Posteriormente, ainda em Papilė, ela testemunhou um camponês ser açoitado com um chicote em praça pública. Esse evento a traumatizou e contribuiu para o desprezo pela violência das autoridades, que iria marcar toda a sua vida.
Aos sete anos, a família Goldman se transfere para a cidade prussiana de Königsberg (então parte do Império Alemão), onde Emma foi matriculada em um colégio secundário estatal. Um de seus professores, especialmente cruel em punir os estudantes desobedientes, tomou Emma como alvo preferencial, batendo em suas mãos com uma vara. Outro professor tentou molestar suas estudantes mas acabou sendo despedido quando Emma passou a enfrentá-lo. No entanto, entre os docentes da escola, ela encontra um professor de língua alemã que lhe demonstra simpatia, emprestando-lhe livros e até mesmo levando-a a uma ópera. Estudante apaixonada, Goldman passou no exame de admissão ao ginásio, mas seu professor de religião se recusa a providenciar um certificado de bom comportamento, impedindo que ela fosse aceita.

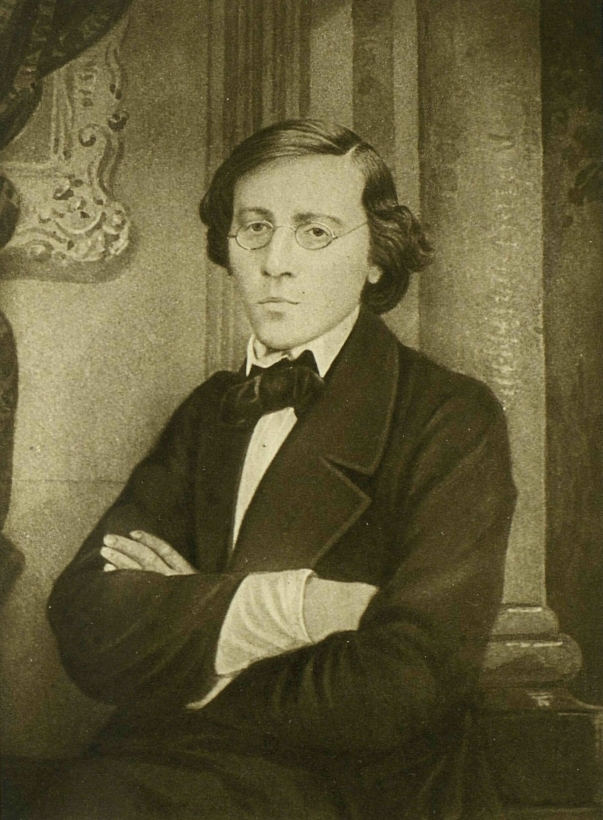
O romance de Nikolai Chernyshevsky O Que Há Para Ser Feito? foi uma inspiração poderosa durante toda a trajetória de Goldman

A família muda-se novamente, dessa vez para a cidade russa de São Petersburgo, onde seu pai abre uma loja após outra, falindo diversas vezes. A pobreza que se abateu sobre a família forçou os filhos a partirem em busca de trabalho. Emma trabalhou em vários lugares, incluindo uma loja de espartilhos. Ainda adolescente, implorou para que seu pai lhe permitisse voltar à escola, mas, em vez disso, ele atirou um de seus livros de francês no fogo e gritou: "Garotas não precisam aprender muito! Tudo o que uma filha judia precisa saber é como preparar Gefilte fish, cortar bem o macarrão e dar ao homem muitas crianças".
Sem poder frequentar a escola Emma Goldman buscou educar-se por conta própria. Logo começou a estudar a agitação política do contexto em que vivia, particularmente os niilistas responsáveis pelo assassinato de Alexandre II da Rússia. Aquele movimento intrigou-a, mesmo não conseguindo compreendê-lo completamente naquela época. Quando leu o romance de Nikolai Chernyshevsky O Que Há Para Ser Feito? de 1863, ela finalmente encontrou na protagonista do livro, Vera, um modelo a ser seguido. Vera adotara a filosofia niilista, escapando de sua família repressora para viver livremente, criando uma cooperativa de costura. O livro cativou-a e permaneceu como uma fonte de inspiração durante toda a sua vida.
Enquanto isso seu pai persistia em planejar para Emma um futuro como dona de casa e tentou arranjar-lhe um casamento quando ela completou quinze anos. Naquele período pai e filha passaram a brigar constantemente: ele reclamando que ela estava se tornando uma mulher "perdida", e ela insistindo que apenas se casaria por conta própria e por amor. Na loja de espartilhos, Emma era forçada a escapar das investidas indesejáveis dos oficiais russos e de outros homens. O mais persistente deles levou-a a um quarto de hotel e cometeu o que Goldman chamou de "contato violento"; Dois biógrafos chamam isso de estupro. Ela ficou perturbada com a experiência, arrebatada pelo "choque da descoberta de que o contato entre um homem e uma mulher pudesse ser tão brutal e doloroso". Sentiu que aquele encontro para sempre pesaria sobre suas relações com os homens.

### Rochester

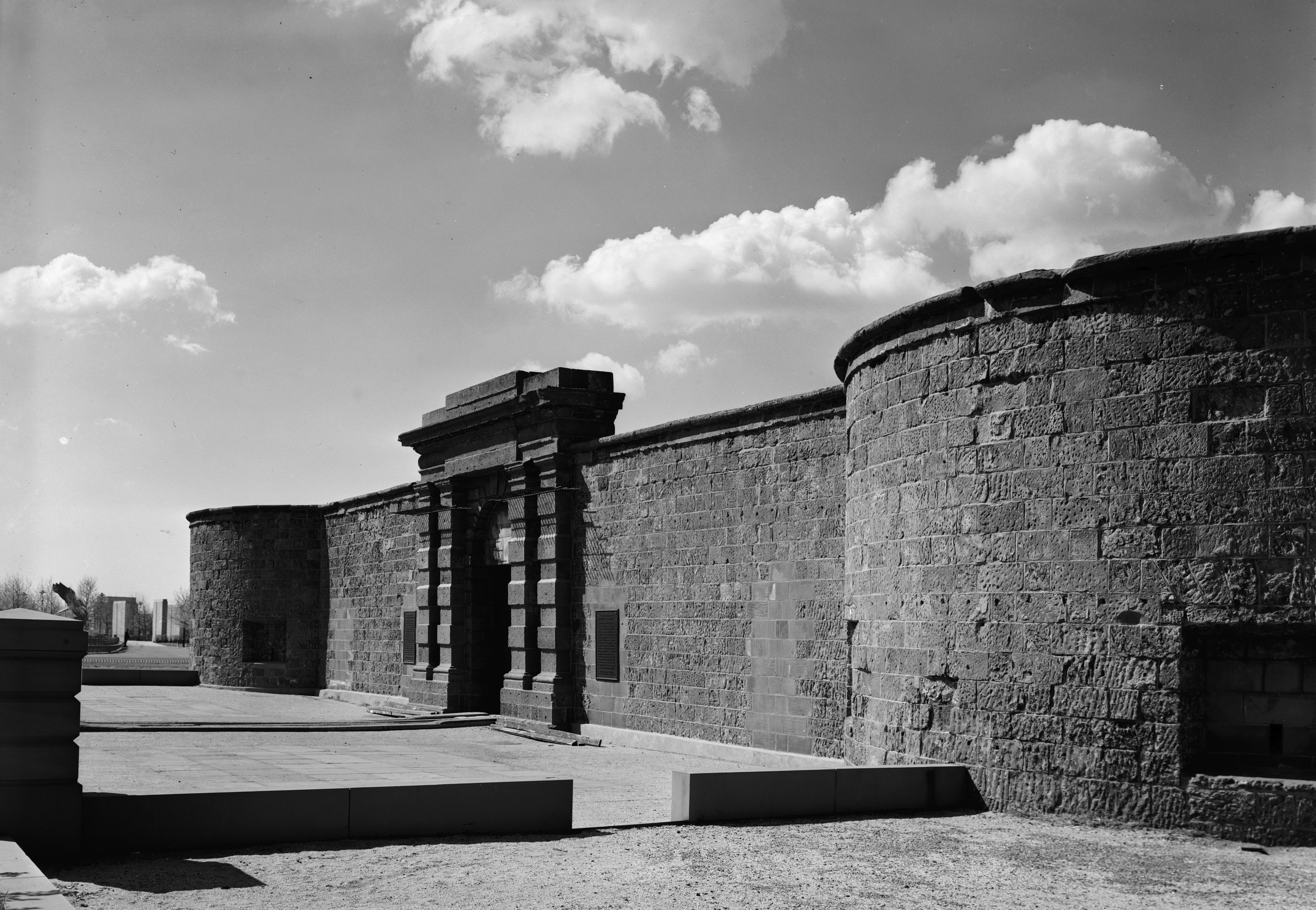
Castle Garden, a primeira estação de triagem de imigrantes da cidade de Nova Iorque, atualmente um monumento, no Battery Park

Em 1885, a irmã de Emma, Helena, fez planos de se mudar para a cidade de Nova Iorque e juntar-se à outra irmã, Lena, e seu marido. Emma quis partir com ela, mas seu pai não permitiu que ela fosse, apesar de Helena se oferecer para pagar pela viagem. Abraham fingia não ouvir as súplicas da filha, que, desesperada, ameaçou se atirar no Rio Neva. Finalmente ele assentiu, e, em 29 de dezembro de 1885, Helena e Emma chegaram ao Castle Garden, na ilha de Manhattan. As duas se instalaram na casa de Lena e seu marido, Samuel, em Rochester. Tentando escapar à escalada do antissemitismo em São Petersburgo, seus pais e irmãos uniram-se a elas um ano depois. Emma começou a trabalhar como costureira, fazendo casacos. Trabalhava mais de dez horas por dia, ganhando dois dólares e meio por semana. Quando ela pediu um aumento e este lhe foi negado, ela abandonou o emprego e foi trabalhar em uma loja menor na vizinhança.
Em seu novo emprego, Goldman conheceu um colega simpático chamado Jacob Kershner, que compartilhava de seu amor por livros, dança, e viagem, bem como de sua frustração diante da monotonia do trabalho nas fábricas. Quatro meses depois, em fevereiro de 1887, eles se casaram. Mas, quando ele passou a viver com a família de Goldman, o relacionamento foi abalado.

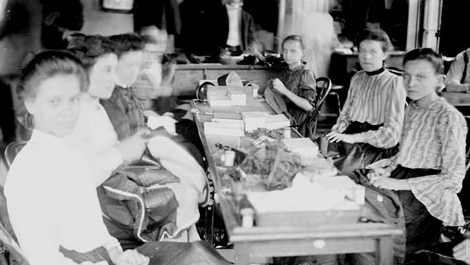
Meninas trabalhando em um galpão de costura, em Chicago, 1903

Em sua noite de núpcias ela descobriu que Jacob era impotente, e eles se tornaram física e emocionalmente distantes. Após algum tempo, ele se tornou ciumento e desconfiado. Enquanto isso, ela, se envolvia cada vez mais na agitação política de sua época — particularmente a partir de 1886, em consequência da Revolta de Haymarket, com o enforcamento dos quatro de Chicago, e da filosofia política antiautoritária do anarquismo. Em menos de um ano após o casamento, Emma e Jacob se divorciaram. Ele implorou a ela para que voltasse e ameaçou se envenenar. Eles voltaram a ficar juntos, mas depois de três meses se separaram novamente. Apesar da separação, Goldman e Kersner mantiveram-se legalmente casados, o que garantiu a ela a sua cidadania estadunidense.
Frente ao divórcio de Emma, seus pais passaram a tratá-la como uma "perdida", recusando-se até mesmo a aceitar sua presença em casa. Assim, carregando sua máquina de costura em uma das mãos e, na outra, a mala ela deixou Rochester com apenas cinco dólares em dinheiro, e partiu rumo ao sudeste, para a cidade de Nova Iorque.

### Most e Berkman

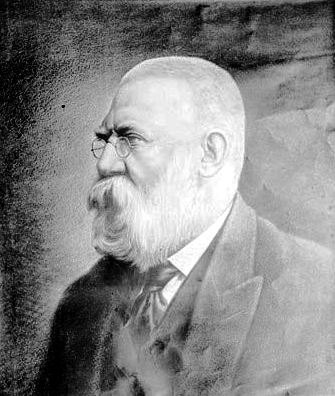
Johann Most ao final de sua vida

Em seu primeiro dia na cidade, Goldman conheceu dois homens que mudariam sua vida para sempre. No Café Sachs, um ponto de encontro dos libertários, ela foi apresentada a Alexander Berkman, um anarquista que a convidou para uma conferência pública naquela noite. Eles foram ouvir Johann Most, editor de uma publicação libertária chamada Die Freiheit e um defensor da "propaganda pela ação" – que naquela época se confundia com a execução de ações violentas para instigar a mudança. Ela ficou impressionada por sua oratória inflamada, e ele a assumiu sob seus cuidados, apresentando-a suas técnicas de oratória. Ele a encorajou vigorosamente, dizendo que ela deveria "tomar meu lugar quando eu me for". Uma de suas primeiras falas públicas se deu em apoio ao periódico "A Causa" (The Cause) em Rochester. Após convencer Helena a não contar para os seus pais sobre sua conferência, Goldman teve um branco ao subir no palanque. De repente,
algo estranho aconteceu. Em um clarão vi - cada desventura dos meus três anos em Rochester: a fábrica Garson, a dura exploração e humilhação, o fracasso de meu casamento, o crime de Chicago. … comecei a falar. Palavras que jamais havia me ouvido pronunciar anteriormente saíram em torrentes, cada vez mais rápidas. Vinham numa intensidade apaixonada… a audiência desapareceu, o próprio salão desapareceu; eu estava consciente apenas das minhas próprias palavras, da minha canção extática.

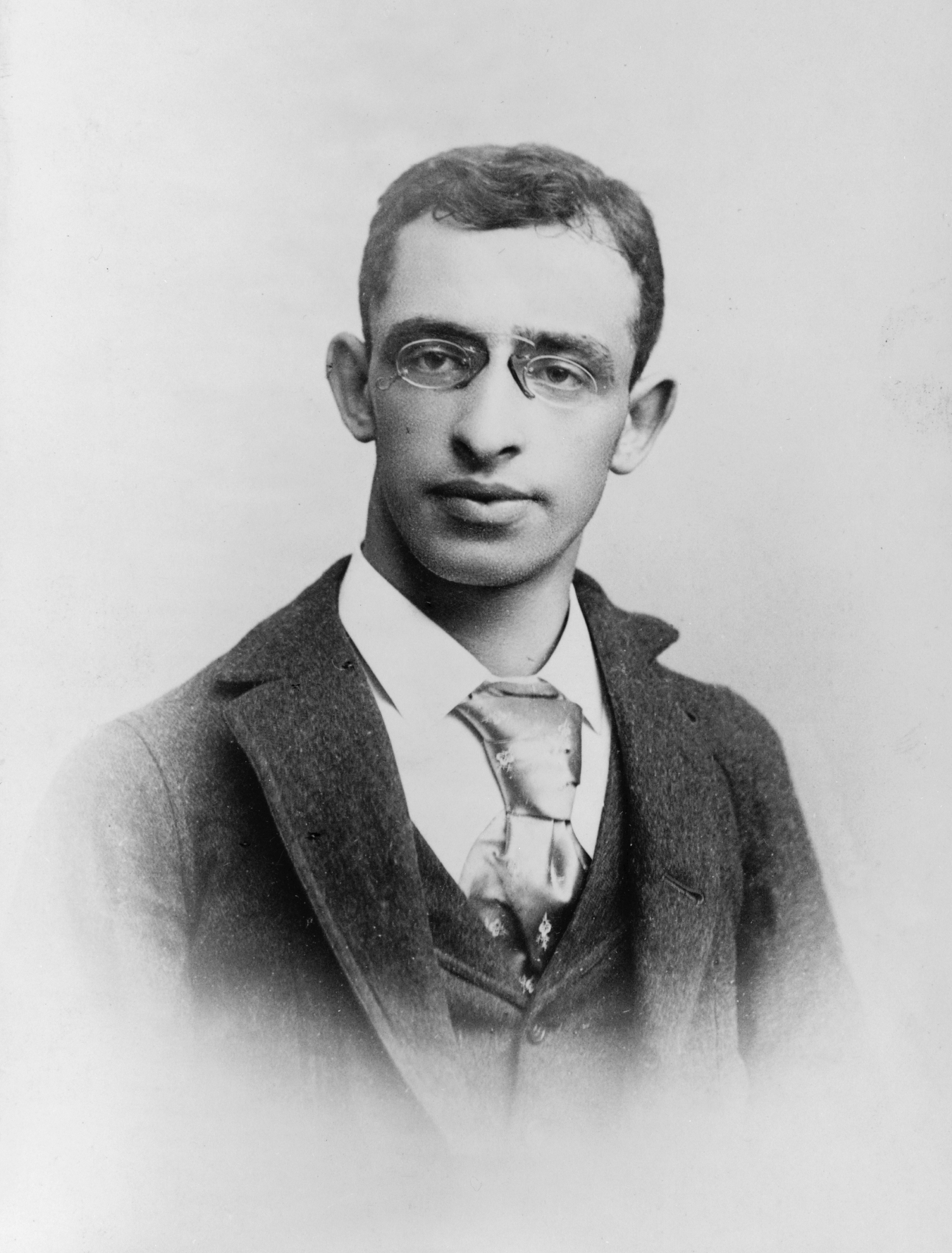
Alexander Berkman no ano de 1892

Atraída pela experiência da oratória, ela buscaria melhorar esta capacidade de falar em público durante engajamentos subsequentes. Não demorou muito, no entanto, para que ela e Most divergissem, e Goldman exigisse maior independência. Depois de uma importante conferência em Cleveland, ela se sentia como se houvesse se tornado "um papagaio repetindo o ponto de vista de Most" e resolveu expressar sua perspectiva no palanque. Após retornar a Nova Iorque, Most ficou furioso e lhe disse: "Quem não está comigo está contra mim!". Ela deixou o Die Freiheit e juntou-se a outra publicação, Die Autonomie.
Neste meio tempo, ela começou uma intensa amizade com Berkman, a quem ela chamava carinhosamente de Sasha. Bem antes de se tornarem amantes mudaram-se para uma casa comunal com o primo de Berkman, Modest "Fedya" Stein e a amiga de Goldman, Helen Minkin na região rural de Woodstock, Illinois. Apesar do relacionamento de Berkman e Goldman possuir inúmeras dificuldades, eles compartilharam um vínculo muito forte por décadas, unidos por seus princípios anarquistas e comprometimento com a igualdade pessoal.

### O incidente de Homestead

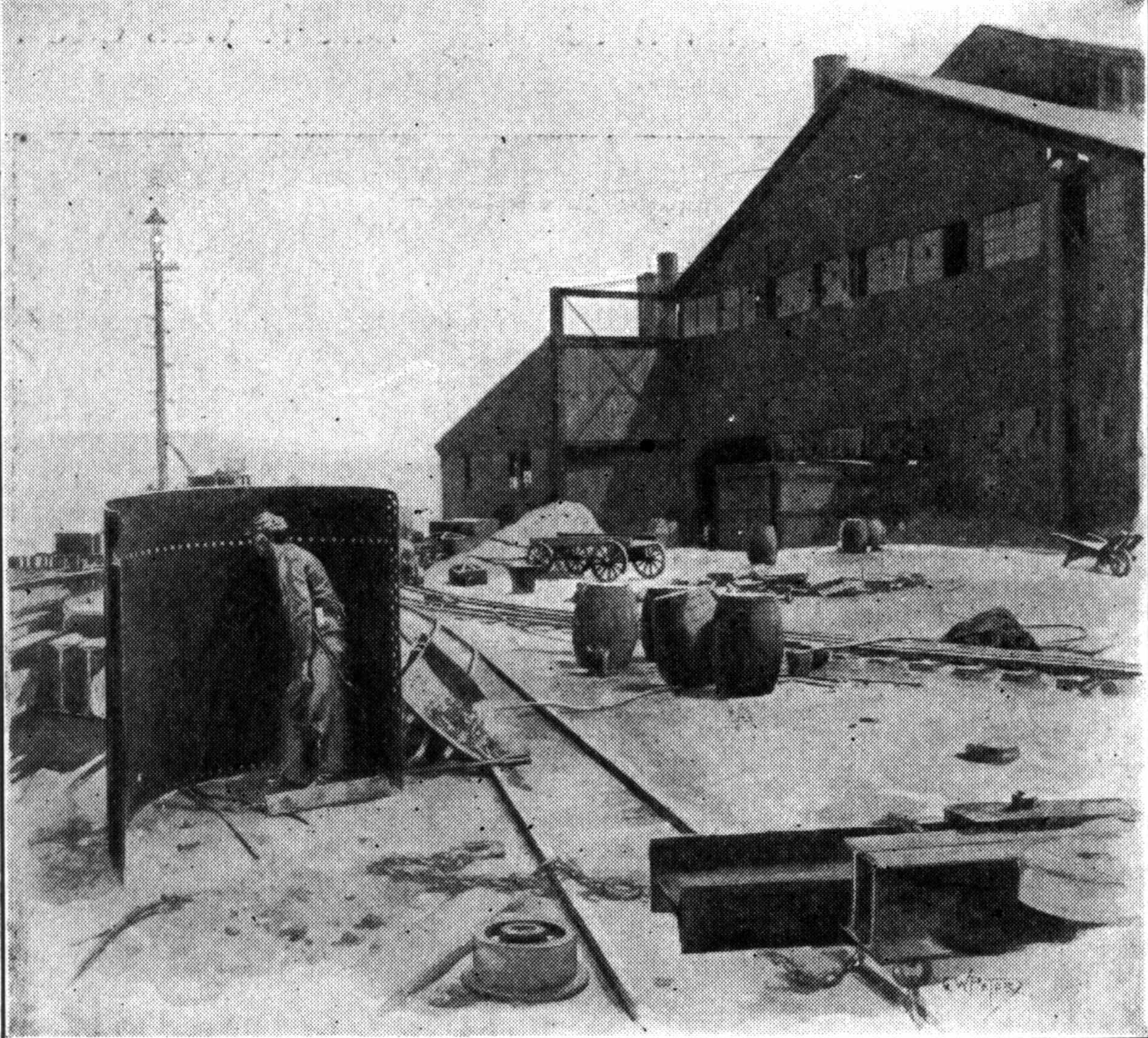
Desenho reproduzindo o escudo de aço utilizado pelos trabalhadores sindicalizados contra os disparos dos seguranças da Agência Pinkerton

Um dos primeiros momentos políticos que aproximaram Berkman e Goldman foi a Greve de Homestead. Em junho de 1892, uma metalúrgica de aço em Homestead, Pennsylvania do empresário Andrew Carnegie tornou-se o foco de atenção nacional quando foram rompidas as negociações entre a Companhia de Aço Carnegie e a Associação dos Trabalhadores do Ferro, Aço e Amalgamatados. O gerente da fábrica era Henry Clay Frick, um impiedoso oponente dos sindicalistas. Quando uma rodada final de negociações falhou ao fim de junho, a administração fechou a metalúrgica e trancou para fora os trabalhadores, que imediatamente entraram em greve. Fura-greves foram trazidos para dentro e a companhia contratou seguranças da Agência de Detetives pinkerton para protegê-los. Em 6 de julho um tiroteio teve início entre trezentos seguranças e uma multidão de trabalhadores sindicalizados. Durante onze horas de tiroteio quatro guardas e nove grevistas foram mortos.
Quando a maior parte dos jornais dos Estados Unidos publicaram matérias apoiando os grevistas, Goldman e Berkman resolveram assassinar Frick, uma ação que eles acreditavam ser capaz de inspirar os trabalhadores a se revoltar contra o sistema capitalista. Berkman decidiu ser o executor do assassinato, a Goldman restaria a tarefa de ficar para trás de forma a explicar seus motivos após sua prisão. Ele seria encarregado da ação; e ela da palavra. Berkman tentou e falhou em fazer uma bomba, então partiu para Pittsburgh para comprar uma arma e um par de roupas decentes.

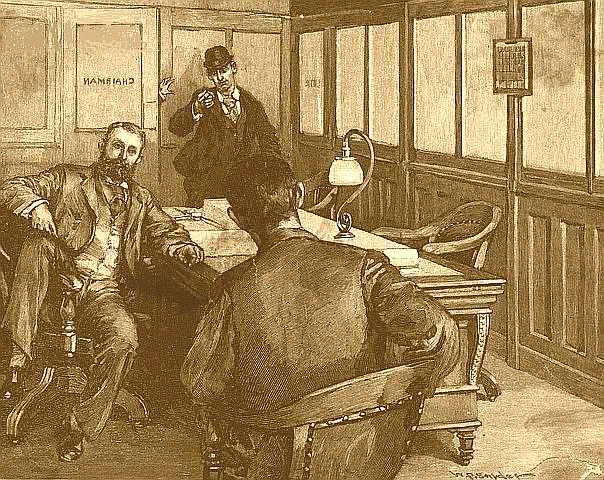
A tentativa de assassinato de Frick por Berkman como ilustrada por W. P. Snyder em 1892, originalmente publicada no periódico Harper's Weekly

Enquanto isso, Goldman decidira conseguir recursos através de um esquema de prostituição. Relembrando a personagem de Sonya no romance de Fiódor Dostoiévski Crime e Castigo (1866), ela pensou: "Ela teve que se tornar prostituta de forma a ajudar seus irmãozinhos e irmãzinhas… . Se Sonya, a sensível pode vender seu corpo; por que não eu?". Uma vez na rua, ela atraiu o olhar de um homem que a levou para dentro de um saloon, trouxe uma cerveja a ela, deu-lhe dez dólares, e lhe informou que ela não tinha o "tino", e disse-lhe para deixar a profissão. Ela estava "surpresa demais para falar". Deixando de lado a possibilidade de levantar recursos se prostituindo Emma escreveu para Helena, afirmando estar doente, e pediu a irmã que lhe mandasse quinze dólares.
Em 23 de junho, Berkman entrou no escritório de Frick com uma pistola de mão escondida e atirou em Frick três vezes, então o esfaqueou na perna. Um grupo de trabalhadores — longe de se unirem a Berkman em seu atentado — bateram em Berkman até a inconsciência, e ele foi levado embora pela polícia. Berkman foi condenado por tentativa de homicídio e sentenciado a vinte e dois anos na prisão; sua ausência por toda sua vida tornou-se muito difícil para Goldman. Certos de que Goldman estava envolvida no incidente, a polícia fez uma batida em seu apartamento e — não encontrou evidências — o proprietário do apartamento que locava a expulsou. E pior, o "atentado" havia falhado em inspirar as massas ao levante: trabalhadores e anarquistas condenaram a ação de Berkman como inconsequente. Johann Most, seu antigo mentor e amigo, execrou a Berkman e sua tentativa de assassinato publicamente. Furiosa com tais ataques, Goldman levou um chicote de brinquedo para uma das leituras públicas, quebrou-o em seus joelhos e lançou os pedaços sobre ele Mais tarde ela se arrependeu de sua atitude, confidenciando para um amigo: "Aos vinte e três anos de idade, ninguém tem razão".

### O assassinato do presidente McKinley

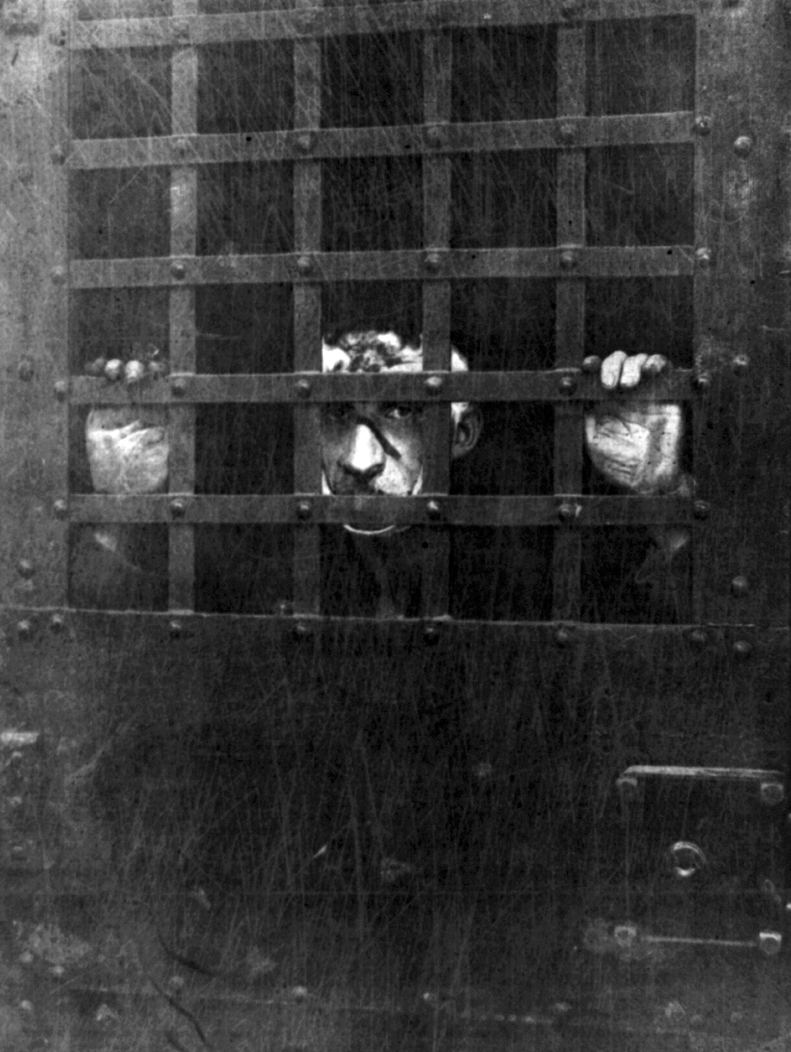
Leon Czolgosz insistiu que Goldman não teve qualquer participação no planejamento do assassinato do presidente McKinley, ainda assim foi presa e mantida cativa por duas semanas

Em 6 de setembro de 1901, Leon Czolgosz, um trabalhador desempregado e republicano registrado com um histórico médico de transtornos mentais, atirou duas vezes no presidente estadunidense William McKinley durante um pronunciamento público na cidade de Buffalo, [[Nova Iorque (sets do)|Nova Iorque. McKinley acertado no peito e no estomago; oito dias depois, ele morreu. Czolgosz foi preso e interrogado durante dias. Durante o interrogatório ele afirmava ser um anarquista e disse que ele foi inspirado a agir após assistir a uma das conferências de Emma Goldman. As autoridades utilizaram esta afirmação como pretexto para processá-la afirmando ser ela a mentora intelectual da ação. Eles a seguiram até uma residência em Chicago que ela dividia com Havel e lá ela foi presa junto com Abe Isaak, Havel, e outros dez anarquistas.
Anteriormente, Czolgosz tinha tentado sem sucesso aproximar-se de Goldman e de seus companheiros. Durante uma conferência em Cleveland, Ohio, Czolgosz se aproximou de Goldman e pediu-lhe auxílio sobre quais livros ele deveria ler. Em julho de 1901, ele apareceu na casa de Isaak, fazendo uma série de perguntas pouco comuns. Eles assumiram que ele era um infiltrado, já que é comum que agentes de polícia disfarçados sejam mandados para espionar grupos libertários. Eles se mantiveram distante dele, e Abe Isaak enviou uma nota para seus associados avisando de "outro espião".

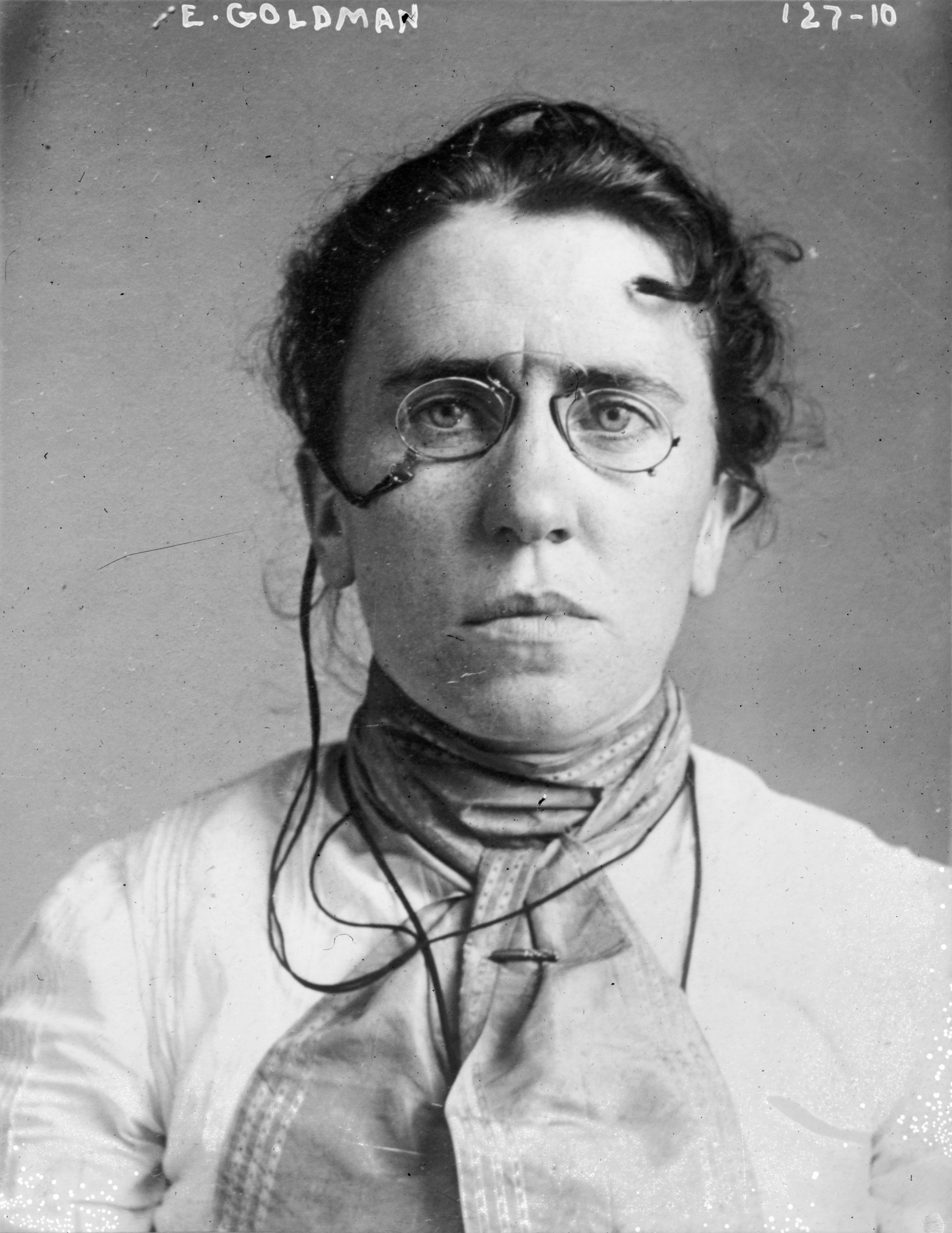
Foto tirada em 1901 quando Goldman foi implicada no assassinato do presidente McKinley

Ainda que Czolgosz repetidamente tenha negado qualquer envolvimento de Emma Goldman, a polícia a manteve sob custódia encarcerada, acusando-a de ser cúmplice em "terceiro grau".
Ela explicou que sua descrença nele, e isso era claro que ela não havia tido nenhum contato significante com Czolgosz. Nenhuma evidência foi encontrada vinculando Goldman ao ataque, e ela eventualmente foi solta após duas semanas de detenção. Antes da morte de McKinley, Goldman se ofereceu para garantir cuidados de enfermagem a ele como "um mero ser humano". Czolgosz, apesar das consideráveis evidências de distúrbio mental, foi condenado por assassinato e executado.
Apesar de sua detenção e após sua liberação, Goldman efusivamente se recusava a condenar a ação de Czolgosz, permanecendo virtualmente sozinha ao fazê-lo. Amigos e apoiadores – incluindo o próprio Berkman – pediram a ela que abandonasse a causa dele. Mas Goldman defendeu Czolgosz como um "ser super sensível" e repreendeu os outros anarquistas por abandoná-lo. Muitos jornais, nesse meio tempo, declararam o movimento anarquista como responsável pelo assassinato. Na aurora desses eventos, o marxismo ganhou apoio em detrimento do anarquismo entre os radicais estadunidenses. O sucessor de McKinley, Theodore Roosevelt declarou sua intenção de aquebrantar "não somente os anarquistas, mas todos os apoiadores passivos e simpatizantes ativos com eles".

### Incitando a insurreição

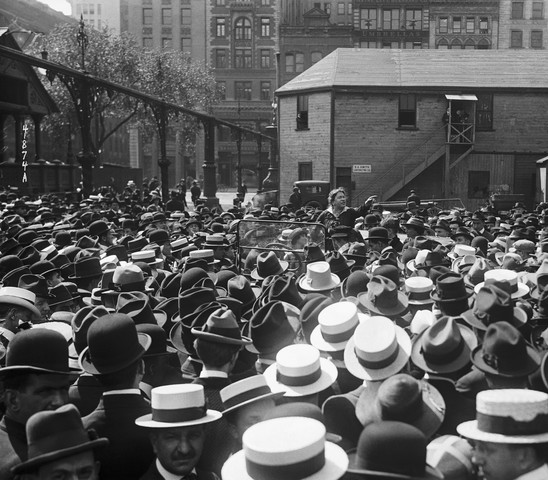
Goldman em meio a multidão na Union Square em 1916, chamando os trabalhadores desempregados a abraçarem a ação direta ao invés de dependerem da caridade dos ricos ou da ajuda do governo

Quando o Pânico de 1893 estourou no ano seguinte, os Estados Unidos sofreram uma das piores crises econômicas de sua história. No final do ano, a taxa de desemprego era maior que vinte porcento, e manifestações de multidões famintas por vezes deram caminho a verdadeiras insurgências. Goldman começou a falar para multidões de homens e mulheres frustrados em Nova Iorque. Em 21 de agosto:
```
ela falou para uma multidão de aproximadamente três mil pessoas na 
Union Square
, ocasião em que encorajava trabalhadores desempregados a entrarem imediatamente em ação. Suas palavras exatas não são claras, agentes disfarçados insistiam que ela havia ordenado a multidão a "tomar tudo — através da força",
[
66
]
 enquanto Emma mais tarde recontou sua mensagem: "Bem então, manifestem-se diante dos palácios dos ricos; exijam emprego. Se eles não lhes derem emprego, exija pão. Se eles lhes negarem ambos, tome o pão".
[
67
]
 Mais tarde o detetive-sargento Charles Jacobs apresentou ainda uma outra versão sobre sua conferência.
[
68
]
```

Uma semana depois ela foi presa na Filadélfia e levada de volta para a cidade de Nova Iorque para julgamento, processado por "incitar insurreição". Durante a viagem de trem, Jacobs ofereceu-se para retirar a acusação contra ela se Emma lhe passasse informações sobre outros libertários da região. Ela responderia a esta proposta atirando um copo de água gelada em sua cara. Enquanto esperava o julgamento, Goldman foi visitada por Nellie Bly, uma repórter do periódico New York World. Ela passou duas horas falando com Goldman, e escreveu um artigo positivo sobre a mulher que descrevia como uma "Joana D'Arc moderna".

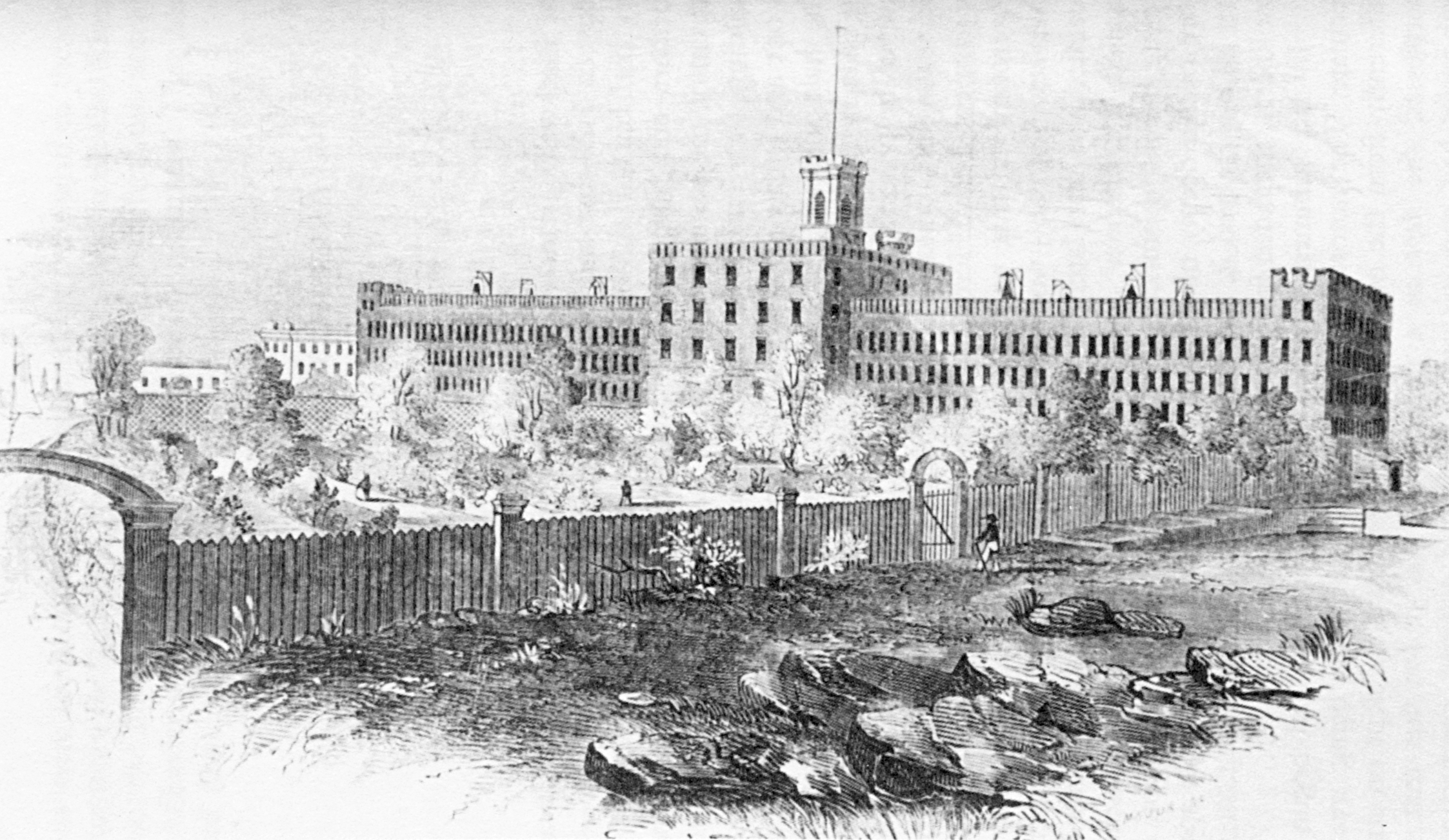
Ilustração da prisão da ilha Blackwell em 1853 onde posteriormente em 1893 Emma Goldman esteve encarcerada

Apesar da publicidade positiva, o júri foi persuadido pelo testemunho de Jacob e atemorizado pela perspectiva política de Goldman. O delegado distrital questionou Goldman sobre seu anarquismo, bem como sobre seu ateísmo; o juiz tratou-a como uma "mulher perigosa". Ela foi sentenciada a um ano de prisão na penitenciária da ilha Blackwell (a atual Ilha Roosevelt). Em seu confinamento ela sofreu um ataque de reumatismo e foi mandada para enfermaria; lá ela se tornou amiga de um médico visitante e começou a estudar medicina. Ela também leu dezenas de livros, incluindo as obras de ativistas-escritores estadunidenses Ralph Waldo Emerson e Henry David Thoreau; do novelista Nathaniel Hawthorne; do poeta Walt Whitman, e do filósofo John Stuart Mill. Quando ela foi solta depois de dez meses, uma multidão barulhenta de aproximadamente três mil pessoas foi saudá-la no Teatro Thalia, na cidade de Nova Iorque. em pouco tempo passou a receber convites para dar entrevistas e conferências.
Para conseguir dinheiro, Emma decidiu se dedicar a profissão de enfermeira para a qual havia começado a estudar na prisão. Porém a especialização neste campo pela qual optou, chamada à época de matronaria (englobando noções de obstetrícia, ginecologia e massagem) não existia nas escolas de enfermagem dos Estados Unidos. Foi com o objetivo de ampliar sua formação, mas também de realizar conferências e leituras públicas nas cidades de Londres, Glasgow e Edimburgo, ela viajou de navio para a Europa. Lá teve contato com outros anarquistas notáveis como Errico Malatesta, Louise Michel, e Piotr Kropotkin. Em Viena recebeu dois certificados e os colocou em uso imediatamente após seu retorno aos Estados Unidos. Alternando entre seu ativismo e a matronaria, ela fez sua primeira viagem atravessando o país na qualidade de oradora libertária. Em novembro de 1899, Emma retornou à Europa onde encontrou o anarquista Hippolyte Havel, com quem iniciou um relacionamento. Juntos eles foram para França e auxiliaram na organização do Congresso Anarquista Internacional de Paris.

### Mother Earthe a soltura de Berkman

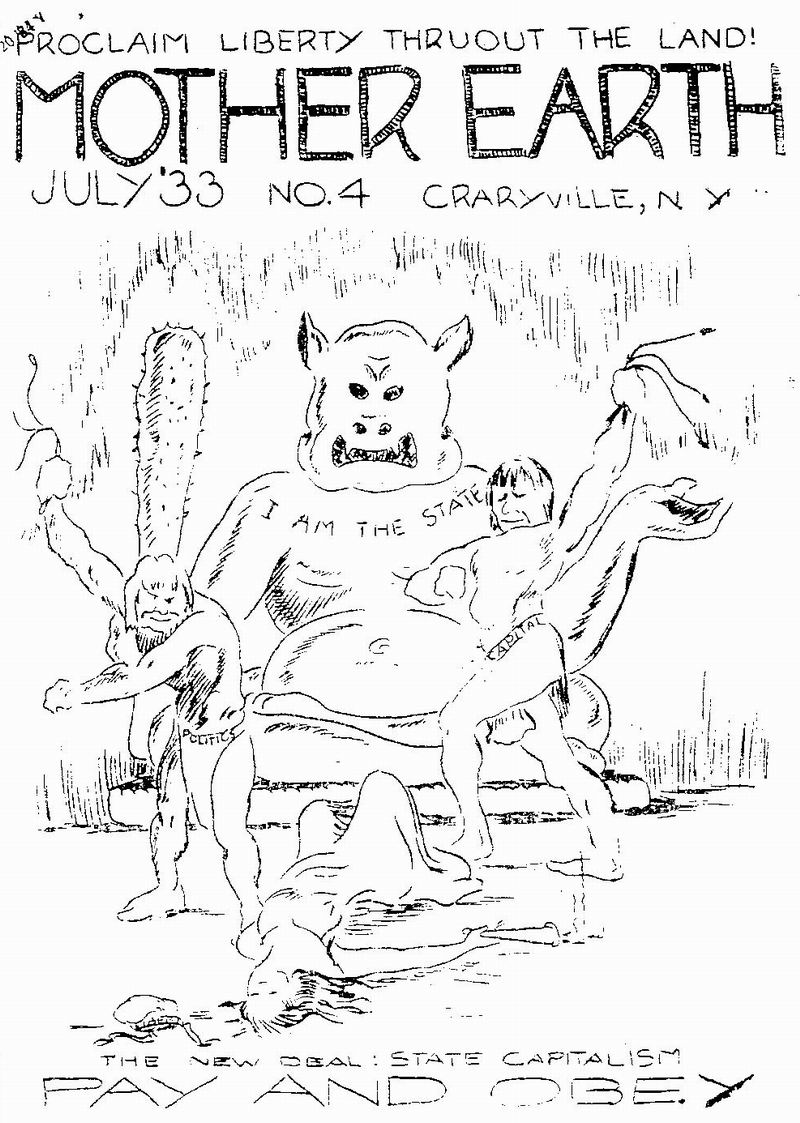
A revista Mother Earth de Emma Goldman tornou-se um importante ponto de referência para ativistas libertários, poetas, literatos e livre pensadores por todo os Estados Unidos

Após a execução de Czolgosz, Goldman se isolou do mundo. Escanteada por seus companheiros anarquistas, demonizada pela imprensa, e separada de seu amor, ela se retraiu ao anonimato e à enfermagem. "Era mordaz e difícil de encarar a vida novamente", ela escreveu mais tarde. Utilizando o nome de E. G. Smith, ela desapareceu da vida pública e tomou para si uma série de empregos na qualidade de enfermeira. Quando o congresso estadunidense passou o Ato de Exclusão Anarquista, no entanto, uma nova onda de ativismo se soergueu para fazer oposição a ele, levando Goldman de volta ao interior do movimento. Uma coalizão de pessoas e organizações no âmbito dos movimentos progressistas se formou para opor-se a lei que claramente violaria as liberdades pessoais, entre estas a liberdade de expressão. Uma vez mais Goldman assumira o papel de oradora e tinha como ouvinte toda a nação.
Quando um anarquista inglês chamado John Turner foi preso com base no Ato de Exclusão Anarquista e ameaçado com deportação, Goldman juntou forças com a Liga da Liberdade de Expressão e partiu em sua causa. A liga passou a levantar fundos para ajudar Clarence Darrow e Edgar Lee Masters, que assumiram o caso de Turner na Suprema Corte dos Estados Unidos. Quando Turner e a Liga perderam, Goldman considerou o fato uma vitória da propaganda. Ela havia retornado para o ativismo libertário, mas este esforço exigia bastante dela. "Eu nunca me senti tão cansada", ela escreveu para Berkman. "Temo que eu esteja para sempre condenada a permanecer uma propriedade pública e que minha vida seja gasta inteiramente para cuidar das vidas de outros".
Em 1906 Goldman decidiu iniciar uma publicação por conta própria, "um lugar de expressão para os jovens idealistas nas artes e nas letras". Mother Earth contava em seu corpo de redação com um grupo de ativistas, incluindo Hippolyte Havel, Max Baginski, e Leonard Abbott. Somando-se as publicações originais de seus editores e anarquista ao redor do mundo Mother Earth relançou textos selecionados de diversos escritores, entre estes estavam o filósofo francês Pierre-Joseph Proudhon, o anarquista russo Piotr Kropotkin, o filósofo alemão Friedrich Nietzsche, e a escritora britânica Mary Wollstonecraft. Goldman escrevia frequentemente sobre anarquismo, política, assuntos laborais, sexualidade e feminismo.

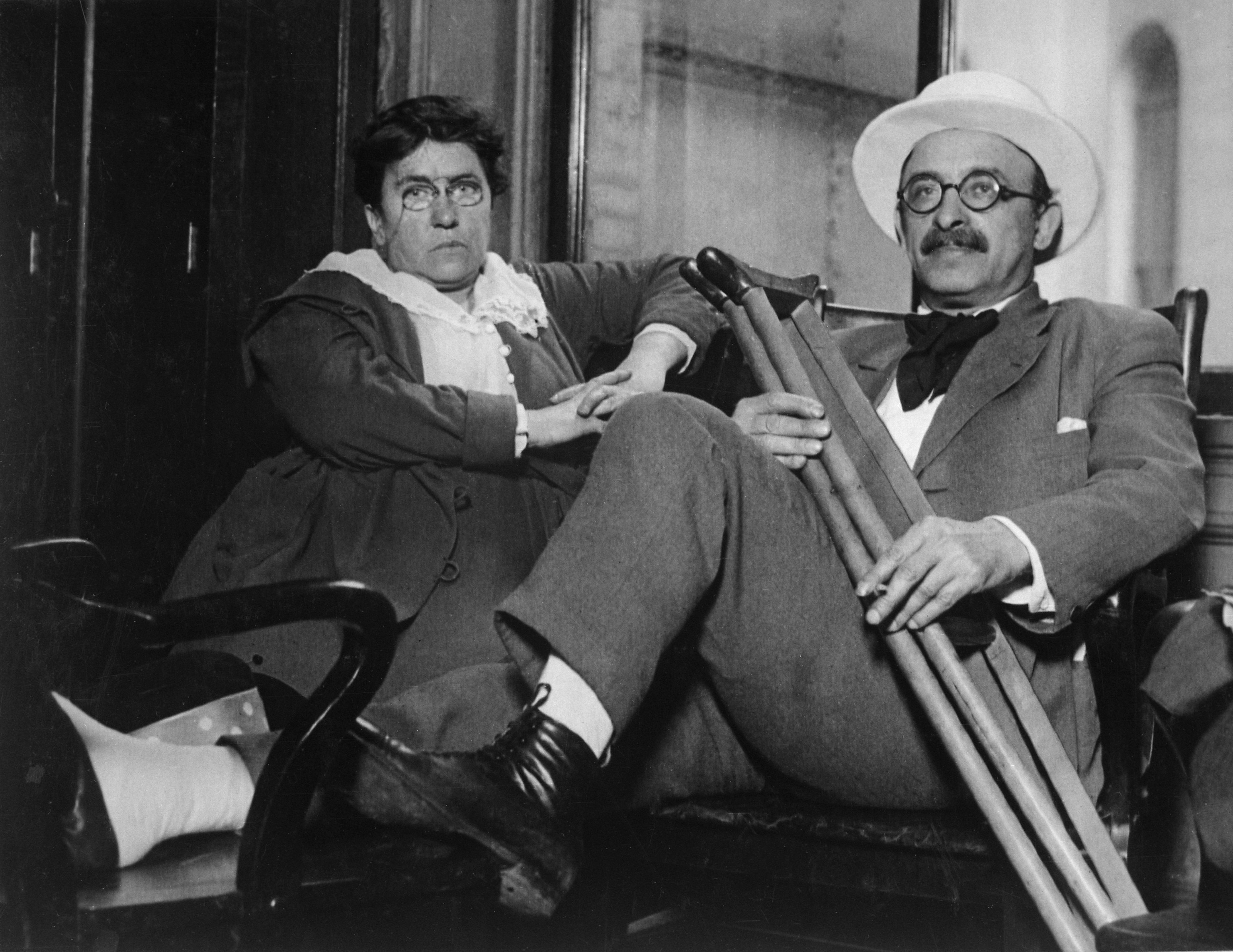
Goldman manteve um relacionamento de companheirismo com Alexander Berkman, ainda que por vezes conturbado, durante toda vida

Em 18 de maio daquele mesmo ano, Alexander Berkman foi solto da prisão. Carregando um ramo de rosas, ela foi encontrá-lo na plataforma do trem e viu a si mesma "atravessada pela pena e pelo terror" ao contemplar sua forma pálida e desolada. Nem sequer foi capaz de falar; eles retornaram para a casa dela em silêncio. Por semanas ele lutou para reajustar-se a vida do lado de fora; durante uma viagem de palestras que acabara em fracasso, na cidade de Cleveland, ele comprou um revólver com a intenção de se matar. Mas após retornar a Nova Iorque e saber da forma como Goldman fora presa com um grupo de ativistas reunidos com o intuito de refletir a cerca de Leon Czolgosz e sua ação, Berkman voltara ao mundo dos vivos. Revigorado novamente por essa violação do direito a livre associação, ele declarou "Minha ressurreição chegou!" e passou a se dedicar para assegurar a liberação dela.
Berkman assumira a tarefa de tocar a Mother Earth em 1907, enquanto Goldman viajava pelo país para levantar fundos para manter a revista funcionando. Editar a revista se revelou uma experiência revitalizante para Berkman; no entanto, o relacionamento com Emma já não era mais o mesmo, e ele se envolveu com uma jovem anarquista de quinze anos chamada Rebecca Edelsohn. Goldman sofreu frente a rejeição dele, mas considerou isso um efeito de suas experiências no cárcere. Mais tarde naquele ano ela atuou como delegada estadunidense no Congresso Internacional Anarquista de Amsterdã. Anarquistas e sindicalistas de todo o mundo encontraram-se com o intuito de buscar uma solução frente a tensão entre as duas ideologias, mas nenhum acordo decisivo foi alcançado. Goldman retornou aos Estados Unidos e continuou atuando como oradora para grandes audiências.

### Reitman e controle de natalidade
Pelos próximos dez anos, Emma Goldman viajou incansavelmente por todo o país, realizando leituras e agitações em prol do anarquismo. A coalização formada em oposição ao Ato de Exclusão Anarquista acabou permitindo alcançar audiências entre aqueles que possuíam outras perspectivas políticas. Quando o departamento de justiça norte-americano enviou espiões para vigiá-los, eles reportaram os encontros como "abarrotados". Escritores, jornalistas, artistas, juízes, e trabalhadores de todas as tendências políticas falavam de seu "poder magnético", sua "presença convincente", sua "força, eloquência, e fogo".

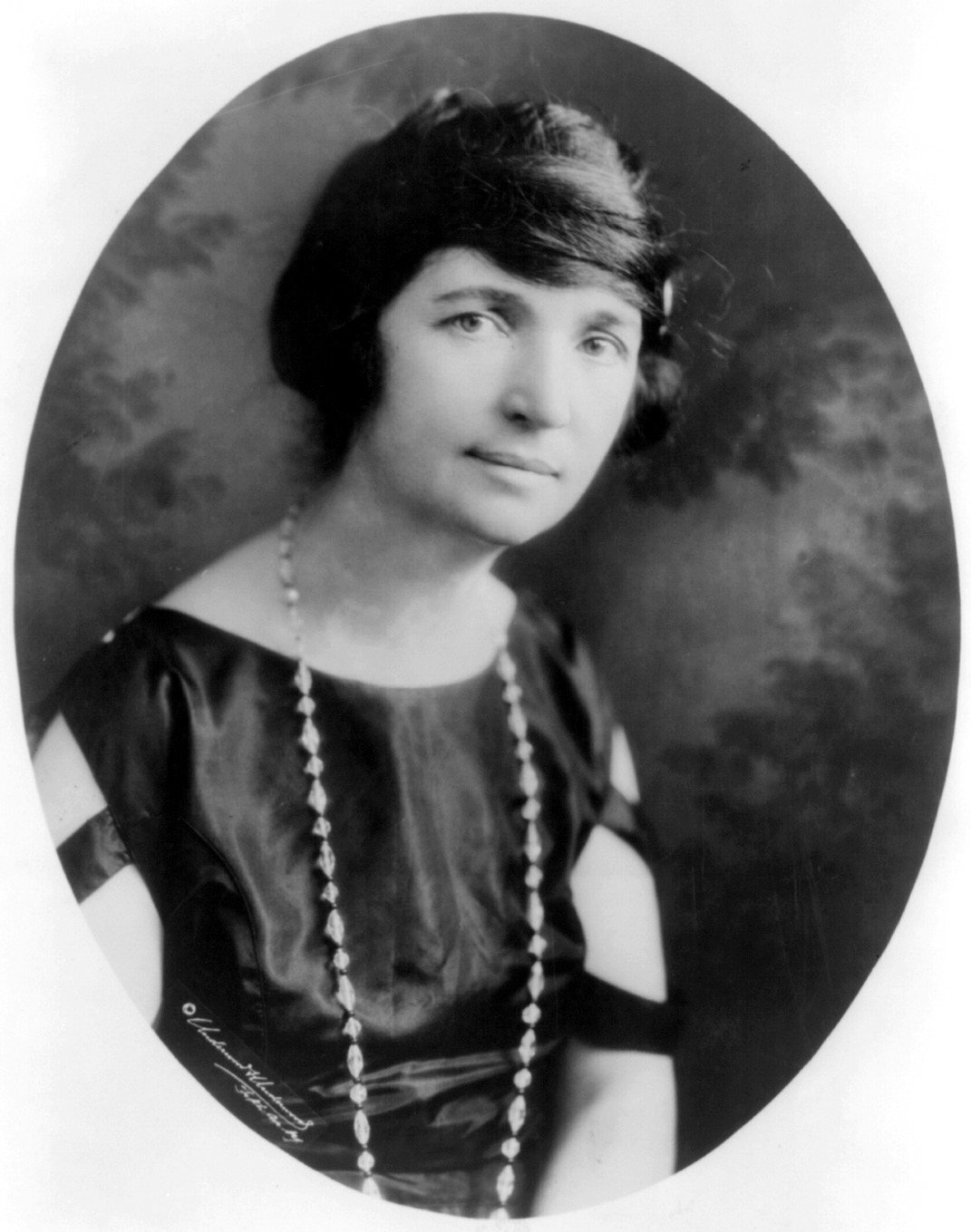
Emma Goldman se uniu a Margaret Sanger em sua cruzada para que as mulheres tivessem acesso a controle de natalidade; ambas foram presas por violarem a lei de Comstock

Na primavera de 1908 Emma Goldman conheceu Ben Reitman, mais conhecido por "Doutor Hobo", por quem se apaixonou. Tendo crescido em Chicago, por muitos anos Reitman foi um andarilho até estabelecer em Ilinois e começar a estudar medicina, vindo a se formar no Colégio de Médicos e Cirurgiões de Chicago. Como médico, ele atendia a pessoas que sofriam com sua pobreza e doença — particularmente portadores de doenças venéreas. Ele e Emma começaram um relacionamento; compartilhando do comprometimento com o amor livre, porém enquanto Reitman teve muitas outras amantes, Goldman permaneceu sozinha. Ela tentou trabalhar seus sentimentos de ciúmes com a crença na liberdade do coração, mas achou tal tarefa muito difícil.
Dois anos depois Goldman começou a se sentir frustrada com as leituras públicas. Ela lamentava estar apenas a "alcançar os poucos que realmente queriam aprender, ao invés dos muitos que vinham apenas para ser entretidos". Ela decidiu então juntar uma série de pronunciamentos que fizera com artigos que havia escrito para a Mother Earth e publicá-los na forma de um livro chamado Anarquismo e Outros Ensaios. Cobrindo uma ampla variedade de tópicos, Goldman tentou representar "a luta espiritual e mental de vinte e um anos". Somado a um viés compreensivo sobre o anarquismo e seus críticos, o livro incluiu ensaios sobre patriotismo, emancipação feminina, casamento, amor livre e prisões.
Quando Margaret Sanger, uma defensora do acesso à contracepção, cunhou o termo "controle de natalidade" e disseminou informações sobre diversos métodos em junho de 1914 através de sua revista The Woman Rebel (A Mulher Rebelde), ela recebeu o apoio agressivo de Emma Goldman. Sanger foi presa em agosto com base na Lei de Comstock, que proibia a disseminação de "artigos obscenos, indecentes, ou lascivos" — incluindo informações relacionadas ao controle de natalidade. Embora mais tarde eles tenham se dividido com relação a Sanger, sobre suas acusações de que o apoio tivesse sido insuficiente, Goldman e Reitman distribuíram cópias do panfleto de Sangers Family Limitation (Limitação Familiar) junto com um ensaio similar escrito por Reitman. Em 1915 Goldman conduziu uma turnê nacional de pronunciamentos públicos em parte para divulgar informações acerca das opções de contracepção. Ainda que a atitude dos estadunidense em torno deste tema parecesse ser de liberação, Goldman foi presa em fevereiro de 1916 e processada por violação da Lei de Comstock. Optando por não pagar a fiança de cem dólares, ela passou duas semanas em prisão de trabalhos forçados, momento que viu como uma "oportunidade" de se reconectar aos rejeitados pela sociedade.

### Primeira Guerra

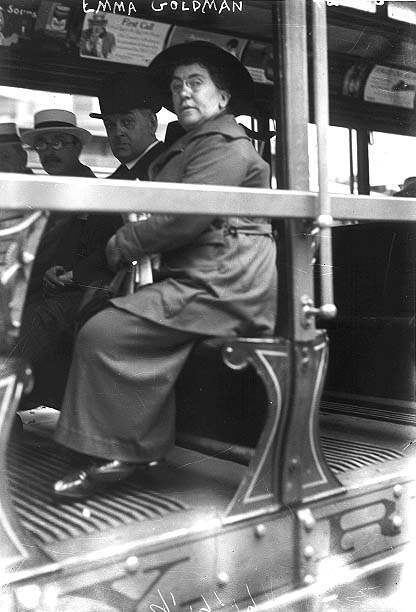
Emma Goldman sentada em um bonde no qual há uma propaganda militar pró-alistamento com a imagem do Tio Sam. Goldman foi presa por dois anos por se opor ao alistamento militar durante a Primeira Guerra

Ainda que Woodrow Wilson, o presidente estadunidense de então tivesse se reeleito em 1916 com o slogan "ele nos manteve fora da guerra", no início de seu segundo mandato ele decidiu que as remanejamentos continuados da Alemanha através de seus submarinos de guerra era motivo suficiente para os Estados Unidos entrarem na Primeira Guerra Mundial. Pouco tempo depois, o congresso aprovou o Ato de Alistamento Militar Seletivo de 1917, que demandava que todos os homens com idades de 21 à 30 anos se alistassem para serviço militar. Goldman viu nesta decisão um exercício de agressão militarista, dirigido pelo capitalismo. Ela declarou em Mother Earth sua intenção de resistir ao alistamento, e fazer oposição ao envolvimento dos Estados Unidos na guerra.
Com esse objetivo, Berkman e ela organizaram a Liga AntiAlistamento (No Conscription League) de Nova Iorque, que declarava: "Nos opomos ao alistamento porque somos internacionalistas, antimilitaristas, e contra todas as guerras perpetradas por governos capitalistas". O grupo se tornou pioneiro do ativismo anti-recrutamento, e outros coletivos começaram a aparecer em outras cidades. Quando a polícia começou a realizar batidas nos eventos públicos da Liga buscando localizar jovens que não tivessem se registrado para o recrutamento, no entanto, Goldman e outros focaram seus esforços em espalhar panfletos e outras obras escritas. Em meio ao fervor patriótico estadunidense, muitos elementos da esquerda política se recusaram a apoiar os esforços da Liga. O Partido das Mulheres Para Paz, por exemplo, cessou sua oposição frente a guerra uma vez que os Estados Unidos nela ingressou. O Partido Socialista da América manifestou-se oficialmente contra o envolvimento dos Estados Unidos, mas apoiou Wilson na maioria de suas atividades.
Em 15 de julho de 1917, Goldman e Berkman foram presos durante uma batida em seus escritórios de onde "um vagão carregado de gravações e propaganda anarquista" foi apreendido pelas autoridades. O New York Times reportou que Goldman pedira para colocar um figurino mais adequado, e aparecera em um vestido de "púrpura real". A dupla foi processada por conspiração por "induzir pessoas a não se alistarem" sob o recentemente aprovado Ato de Espionagem de 1917, tendo que pagar uma fiança de 25 mil dólares cada um. Defendendo a ela e a Berkman durante seu julgamento, Goldman evocou a Primeira Emenda, perguntando como o governo podia clamar estar lutando por democracia no estrangeiro enquanto suprimia a liberdade de expressão em casa?
Afirmamos que se os Estados Unidos entraram na guerra para fazer o mundo seguro para a democracia, eles precisam primeiro assegurar a democracia nos Estados Unidos. De que outra forma o mundo poderia levar os Estados Unidos com seriedade, quando a democracia em casa é diariamente ultrajada, a liberdade de expressão suprimida, e assembleias pacíficas interrompidas por gangsters brutais e autoritários de uniforme; quando a liberdade de imprensa é restringida todas as opiniões independentes são sufocadas? De fato, pobre como somos em democracia, como podemos oferecê-la ao mundo?

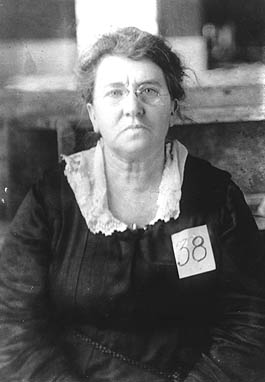
Foto de deportação de Emma Goldman em 1919

O júri entendeu o caso de forma distinta, e considerou-os culpados; o juiz Julius Marshuetz Mayer impôs a sentença máxima de dois anos, uma fiança de dez mil dólares para cada, e a possibilidade de deportação após sua liberação da prisão. Como ela foi transferida para a Penitenciária Estadual do Missouri (atualmente Centro Correcional da cidade de Jefferson), Goldman escreveu para um amigo: "Dois anos de prisão por ter feito uma declaração descompromissada por um ideal. Este é um preço pequeno a pagar".
Na prisão ela foi designada uma vez mais para trabalhar como costureira, sob a supervisão de um "miserável e traiçoeiro garoto de vinte e um anos pago para ter resultados". Ela conheceu a socialista Kate Richards O'Hare, que também havia sido aprisionada com base no ato de espionagem. Ainda que diferissem em estratégia política — O'Hare acreditava no voto para atingir o poder estatal — as duas mulheres se uniram para exigirem melhores condições às prisioneiras. Goldman também conheceu e se tornou amiga de Gabriella Segata Antolini, uma anarquista seguidora de Luigi Galleani. Antolini havia sido presa por transportar uma mala cheia de dinamite num trem de carga em Chicago. Ela se recusou a cooperar com as autoridades, e fora mandada para a prisão por quatorze meses. Trabalhando juntas para melhorar as condições de vida para outras companheiras, as três mulheres ficaram conhecidas como "A Trindade" (The Trinity). Goldman foi solta em 27 de setembro de 1919.

### Decepções na Rússia

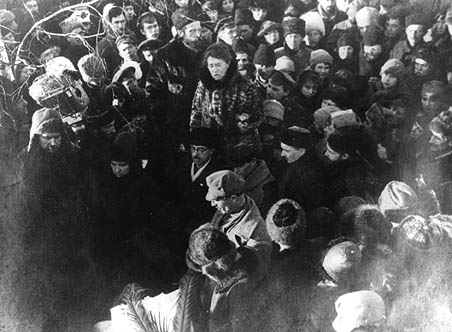
Emma Goldman, Alexander Berkman, Gregori Maximoff e Fanya Baron no funeral do grande pensador libertário Piotr Kropotkin, em fevereiro de 1921

Quando Goldman e Berkman foram soltos, a primeira onda da Ameaça Vermelha estava em seu auge; a revolução bolchevique de 1917 combinada com a ansiedade de tempos de guerra contribuíram para produzir um clima de hostilidade aos radicais e qualquer pessoa de origem estrangeira. A divisão de inteligência do departamento de justiça dos Estados Unidos, encabeçada por J. Edgar Hoover e sob a direção do procurador geral Alexander Mitchell Palmer, conduziu uma série de batidas policiais para prenderem os "radicais". Em um memorando preparado quando estavam na prisão, Hoover escreveu: "Emma Goldman e Alexander Berkman são, sem sombra de dúvida, dois dos mais perigosos anarquistas neste país e seu retorno à comunidade irá resultar em pseudícios incalculáveis". Ainda que seu casamento com Jacob Kershner tenha lhe providenciado a legitimidade da cidadania estadunidense, o governo evocou o Ato de Exclusão Anarquista de 1918 para deportar a ambos, tanto Goldman quanto Berkman para a Rússia, juntamente com cerca de duzentos outros ativistas.
Curt Gentry, em sua biografia de Hoover de 1991 J. Edgar Hoover: O Homem e os Segredos, escreveu que Hoover seletivamente fez uma montagem a partir da transcrição do texto do julgamento do anarquista Leon Czolgosz, acusado do assassinato do Presidente William McKinley em 1901, aproximadamente 20 anos antes, na tentativa de vincular Goldman ao assassinato. As táticas dúbias de Hoover serviram para convencer o juri da necessidade de deportação de Emma Goldman.
Em um primeiro momento e a distância Goldman vislumbrou a revolução bolchevique como um passo importante. Ela escreveu no Mother Earth que apesar de sua dependência de um governo comunista, isto representava "os princípios de liberdade humana e bem-estar econômico mais fundamentais jamais alcançados". Na época em que ela e seus companheiros deportados alcançaram a Europa, no entanto, ela expressou medos sobre o que estava por vir. Ela estava preocupada sobre os rumos da Guerra Civil Russa, e a possibilidade de serem pegos pelas forças antibolcheviques. O estado, anticapitalista que o era, também lhe parecera uma ameaça. "Eu nunca em minha vida poderei trabalhar no interior dos confins do estado", ela escreveu a sua sobrinha, "bolchevique ou de outro tipo".

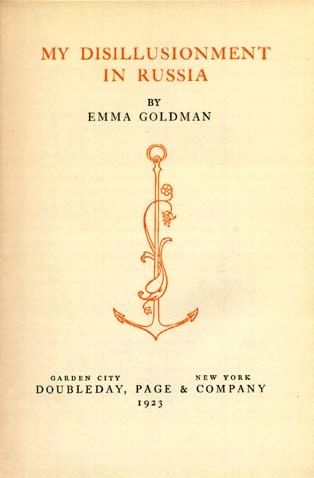
Goldman estava tão desencantada com sua passagem pela União Soviética que em 1923 escreveu Minha Desilusão na Rússia

Seus medos se mostraram justificados, como ela rapidamente descobriria. Dias depois de retornar a Petrogrado (São Petersburgo), ela ficou chocada ao ouvir um oficial do partido se referir à liberdade de expressão como uma "superstição burguesa". Conforme ela e Berkman viajavam pelo país, eles encontraram repressão, má administração, e corrupção ao invés de igualdade e empoderamento dos trabalhadores como eles haviam primeiramente imaginado. Aqueles que questionassem o governo eram demonizados como contrarrevolucionários, e os operários trabalhavam sob condições severas. Eles se encontraram com Vladimir Lenin, que lhes assegurou que a supressão governamental das liberdades de imprensa eram justificáveis. Ele lhes disse: "Não pode haver liberdade de expressão em um período revolucionário". Berkman estava mais inclinado a perdoar as ações do governo em nome da "necessidade histórica", mas eventualmente ele se juntaria a Goldman em sua oposição ao autoritarismo do governo soviete.
Em 28 de fevereiro de 1921 o grande geógrafo e teórico anarquista Piotr Kropotkin morre em Dmitrov. Vigiados por forças governamentais milhares de anarquistas de toda a Rússia partem para a cidade para dar adeus a este grande libertário. Esta seria a última grande reunião de anarquistas naquele país, cujo governo revolucionário bolchevique, nos próximos meses caçaria e executaria impiedosamente milhares de libertários. Em seu enterro diversos oradores se revezaram lembrando sua vida e obra. Tanto Emma Goldman como Alexandre Berkman se fizeram presentes no funeral ao lado de muitos libertários russos e exilados.
Em março daquele mesmo ano, greves irromperam em Petrogrado quando os trabalhadores tomaram as ruas demandando melhorias nos alimentos racionados e maior autonomia sindical. Goldman e Berkman se sentiram na responsabilidade de apoiar aos grevistas, considerando que: "se manter em silêncio agora é impossível, até mesmo criminoso". A revolta se ampliou para a cidade portuária de Kronstadt, onde uma resposta militar foi ordenada. Na batalha que se seguiu, seiscentos marinheiros foram assassinados; mais de dois mil foram presos; e milhares de soldados das tropas soviéticas morreram. No início destes eventos, Goldman e Berkman decidiram que não havia futuro naquele país para eles. "Mais e mais", ela escreveu, "chegamos à conclusão de que não podemos fazer nada aqui. E como não podemos manter uma vida de inatividade por muito tempo nós decidimos partir".
Em dezembro de 1921 eles deixaram o país e foram para a cidade de Riga, capital da Letônia. O comissário estadunidense naquela cidade contatou oficiais em Washington, requisitando informações de outros governos sobre a atividade do casal. Depois de uma curta viagem para Estocolmo, eles se mudaram para Berlin onde permaneceram por alguns anos; durante este período ela concordou em escrever uma série de artigos sobre seu tempo na Rússia para o jornal de Joseph Pulitzer, o New York World. Estes textos foram compilados e republicados na forma de dos livros respectivamente Minha Desilusão na Rússia (1923) e Minha Nova Desilusão na Rússia (1924). Os títulos destes livros foram definidos por seus publicantes ambicionando sensacionalismo diante da intenção Goldman protestou, mas seus protestos foram em vão.

### Inglaterra, Canadá e França
Emma Goldman encontraria dificuldades para se acostumar com os grupos de esquerda da [[Alemanha. Enquanto os comunistas desprezavam-na por sua sinceridade sobre a repressão soviética; os liberais zombavam de seu radicalismo. Enquanto Berkman permaneceu em Berlim auxiliando exilados russos, Emma mudou-se para Londres em setembro de 1924. No momento de sua chegada, a escritora Rebecca West organizou um jantar de recepção para ela, para o qual foram convidados o filósofo Bertrand Russell, o escritor pioneiro da ficção científica, H. G. Wells, e mais de duzentos outros convidados. Quando ela falou sobre sua insatisfação com relação ao governo soviético, a audiência ficou chocada. Alguns abandonaram o evento. Outros recriminaram-na por sua crítica prematura a experiência comunista. Mais tarde, em uma carta, Russell recusou-se a apoiá-la em seus esforços para uma mudança sistêmica na União Soviética e ridicularizou seu "idealismo anarquista".
Em 1925, o fantasma da deportação novamente se fez presente, mas James Colton, um anarquista escocês, ofereceu-se para casar-se com Emma para que ela pudesse receber a cidadania britânica. Apesar de não terem um relacionamento próximo, ela aceitou, e eles se casaram no dia 27 de junho de 1925. Seu novo status lhe trouxe alguma tranquilidade e permitiu-lhe viajar para a França e para o Canadá. A vida em Londres era estressante para Goldman; ela escreveu para Berkman: "Estou terrivelmente cansada e tão sozinha e distante. Este é um sentimento horrível, voltar para cá, para as leituras, e não encontrar uma alma amável, ninguém que se importe se a gente está morta ou viva".

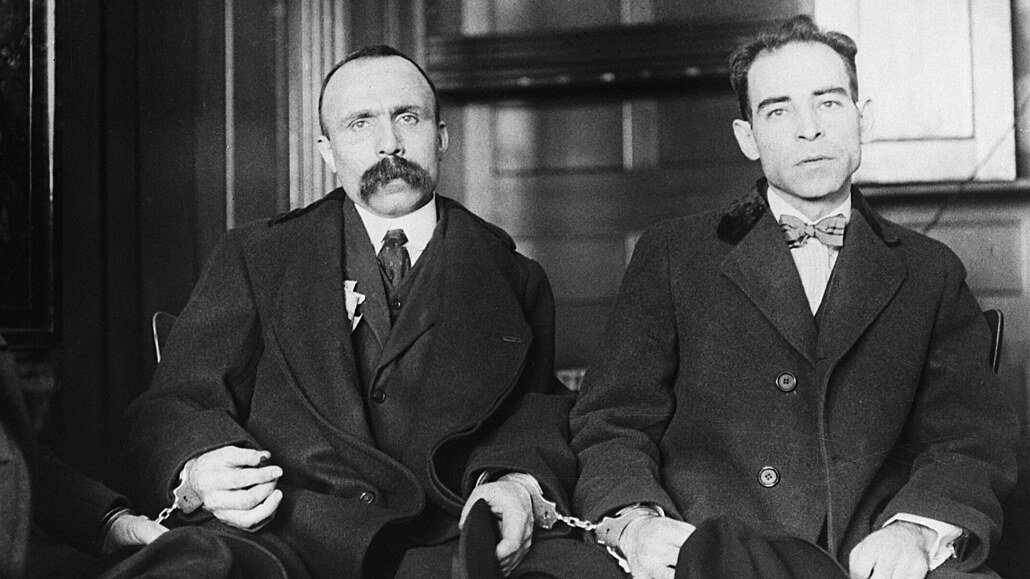
A execução dos anarquistas italianos Nicola Sacco (à direita) e Bartolomeo Vanzetti em 1927 foram problemáticas para Goldman, que naquele momento vivia sozinha no Canadá

Naquele período ela trabalhou também no estudo analítico do teatro, expandindo o trabalho que já havia publicado em 1914. Mas as audiências eram "terríveis" e ela nunca terminou seu segundo livro sobre o tema.
Goldman viajou para o Canadá em 1927, bem a tempo de receber notícias sobre a iminência da execução dos anarquistas italianos Nicola Sacco e Bartolomeo Vanzetti na cidade de Boston. Furiosa diante das muitas irregularidades do caso, ela encarou a situação como outra caricatura de justiça nos Estados Unidos. Ela ansiava por se juntar as manifestações massivas em Boston; memórias do incidente de Haymarket a soterravam, agravadas por sua isolação. "Antes", ela escreveu, "eu tinha minha vida diante de mim para assumir a causa desses assassinados. Agora eu não tenho nada".
Em 1928 ela começou a escrever sua autobiografia, com o apoio de grupos de admiradores, incluindo o jornalista H. L. Mencken, a poeta Edna St. Vincent Millay, o escritor Theodore Dreiser e a colecionadora de arte Peggy Guggenheim, que lhe doaram quatro mil dólares. Nesse período Emma alugou uma casa de veraneio na cidade de Saint-Tropez, litoral da França e gastou dois anos recontando sua vida. Berkman ofereceu um apoio crítico agudo, que ela eventualmente incorporou com o ônus da tensão aumentada entre os dois. Goldman elaborara o livro, Vivendo Minha Vida, como um único livro que fosse vendido por um valor que a classe trabalhadora pudesse pagar (ela exigiu não mais que cinco dólares); seu editor Alfred A. Knopf, no entanto, lançou-o no formato de dois volumes vendidos juntos por sete dólares e cinquenta centavos. Goldman ficou furiosa, mas incapaz de forçar uma mudança. Devido em grande medida a Grande Depressão, as vendas foram escassas apesar do interesse demonstrado por bibliotecas por todo os Estados Unidos. As resenhas críticas se deram geralmente em um tom entusiasmado; os periódicos New York Times, New Yorker, e Saturday Review of Literature, todos eles listaram-no como um dos livros de não-ficção mais importantes do ano.
Em 1933 Goldman recebeu permissão para realizar uma palestra nos Estados Unidos sob a condição de que ela falasse apenas sobre teatro e de sua autobiografia — mas não dos eventos políticos da atualidade. Ela retornou para Nova Iorque em 2 de fevereiro de 1934 e foi recebida com uma cobertura positiva por parte da imprensa — exceto daquela vinculada aos comunistas. Logo Emma Goldman estava rodeada de admiradores e amigos, cercada com convites para falas e entrevistas. Seu visto expirou em maio, e ela foi para Toronto com o objetivo de fazer outra requisição de visto para visitar os Estados Unidos. No entanto, esta segunda visita lhe foi negada. Ela permaneceu no Canadá, escrevendo artigos para publicações estadunidenses.
Em fevereiro e março de 1936, Berkman foi submetido a duas operações de próstata, permanecendo em Nice aos cuidados de sua então companheira, Emmy Eckstein. Em junho Berkman não compareceu ao aniversário de sessenta e sete anos de Emma em Saint-Tropez. Diante de sua ausência em meio a tristeza no mês seguinte ela lhe escreveu uma carta que ele jamais leria. No meio da noite de 27 de junho de 1936, Emma recebeu uma ligação na qual ficou sabendo que Berkman estava vivendo em sofrimento terrível. Imediatamente ela partiu em direção a Nice. No entanto, quando chegou a cidade na manhã seguinte, ela descobriu que ele havia dado um tiro em si mesmo e que estava em um estado de paralisia, talvez em coma. No dia seguinte, 28 de junho, Berkman morreu devido ao ferimento.

### Cartas do mundo
Na década de 1930, os livros de Emma Goldman encontravam-se traduzidos para um grande número de idiomas, haviam se tornado fonte de inspiração para novas gerações de anarquistas, radicais e revolucionários não só nos Estados Unidos, mas nos quatro cantos do mundo. Em 1934 o escritor chinês Ba Jin publicou seu livro O Geral, ou Confissões - O Clamor da Meu Espírito (The General, or Confessions - The Outcry of My Soul) dedicando-o a Emma Goldman.
Em sua carinhosa dedicatória, este que viria a ser reconhecido mais tarde como um dos maiores escritores da China, reconheceu a importância de Emma Goldman em sua trajetória e escolhas, conferindo a libertária o mérito de tê-lo "despertado aos 15 anos de idade, salvando-o de um desastre".

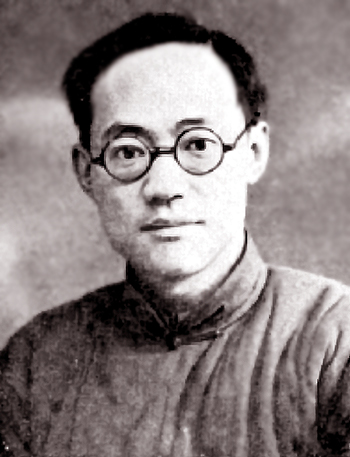
O grande escritor e libertário chinês, Ba Jin, em 1938, para quem desde a adolescência, Emma Goldman foi fonte de inspirações e reflexões

Ba Jin, nascido Li Yaotang, filho de uma importante família dinástica da china, conservadora ainda de seus hábitos feudais, após ter contato com os escritos de Emma Goldman, escreveu-lhe expondo seu próprio dilema e pedindo a escritora que lhe desse sua opinião: Como conciliar ser um filho de uma velha família feudal com minha solidariedade pelo sofrimento das massas?
Goldman lhe respondeu dizendo "não podemos escolher o lugar em que nascemos… mas durante nossa vida, decidimos nós mesmos a forma como queremos viver. Vejo que você tem a honestidade e o entusiasmo que todo jovem rebelde deveria ter…".
O escritor chinês seguiria se correspondendo com Goldman pelos anos seguintes, em cartas redigidas sobre assuntos distintos, abordando também os acontecimentos da época. Em sua dedicatória Ba Jin traz a tona sua admiração sincera.

Então em 1927, em Boston, quando dois trabalhadores inocentes foram levados a cadeira elétrica pela lei e a voz da classe trabalhadora foi sufocada, expus a você sinceramente a minha angústia e junto a ti busquei auxílio. Você me consolou tantas vezes com sua amizade e encorajamento e me ensinou em tantas ocasiões a partir de sua experiência. Suas belas letras têm sido de grande conforto para mim, quando eu tive uma oportunidade para lê-las. Emma Goldman, minha mãe espiritual (e você me permite assim lhe chamar), você é uma filha de sonhos (como L.P. Abbot lhe chamou antes)…— Ba Jin, O Geral, 1934
Nos anos seguintes a biografia de Emma Goldman Vivendo Minha Vida circula o mundo e passa a ser traduzida para outros idiomas. A impressão que causa entre os libertários é de estarrecimento, como revela Ba Jin em sua dedicatória.
Hoje li sua autobiografia em dois volumes, Vivendo Minha Vida. Estes dois livros cheios de vida, foram para mim um grande choque. Seu grito de quarenta anos como um trovão primaveril, se chocou contra a porta do meu túmulo vivo durante todo o livro. Durante esse tempo, o silêncio perdeu seu efeito, o fogo da minha vida era pequeno, eu queria vir para a vida e atravessar a grande angústia, o prazer imensurável, o negro desespero e a esperança entusiástica, do topo ao abismo da vida. Seguirei vivendo calmamente com uma atitude que você me ensinou até que toda minha vida tenha passado.— Ba Jin, O Geral, 1934
Durante o século XX Ba Jin tornou-se um dos maiores escritores da China. Também durante este século cartas e escritos similares de reconhecimento e inspiração na pessoa de Emma Goldman foram redigidas por muitos outros libertários notáveis em diferentes países e em diferentes gerações. Evidenciando a importância de seu legado. O exemplo de Goldman de dedicação vitalícia aos princípios da liberdade de expressão, do anarquismo, da emancipação feminina, assim como sua luta pela justiça social serviram de inspiração para ativistas no Ásia, na África, na Oceania, na Europa e nas três Américas.

### Guerra civil espanhola

Goldman editou o Boletin das organizações anarcossindicalistas Confederação Nacional do Trabalho (CNT) e Federação Anarquista Ibérica (FAI) durante a Guerra Civil Espanhola

Em julho de 1936 teve início a Guerra Civil Espanhola após uma tentativa de golpe de estado cometida por parcelas do exército contra o governo da Segunda República Espanhola. Ao mesmo tempo os anarquistas espanhóis, lutando contra as forças fascistas, começaram uma revolução anarquista.
Goldman foi convidada para ir a Barcelona e no mesmo instante, escreveu para sua sobrinha, "o peso esmagador que estava afundando meu coração desde a morte de Sasha deixou-me como mágica". Ela foi recepcionada pela Confederação Nacional do Trabalho (CNT) e pela Federação Anarquista Ibérica (FAI), e pela primeira vez em sua vida viveu em uma comunidade gestionada por e para anarquistas, de acordo com princípios anarquistas verdadeiros. "Em toda minha vida", ela escreveu mais tarde, "eu nunca havia encontrado tão calorosa hospitalidade, camaradagem e solidariedade". Após visitar uma série de coletivos na província de Huesca, ela disse a um grupo de trabalhadores: "Sua revolução irá destruir para sempre [a noção] de que o anarquismo se soergue pelo caos". Ela começou a editar semanalmente o Boletin informativo da CNT-FAI e responder ao correio no idioma inglês.

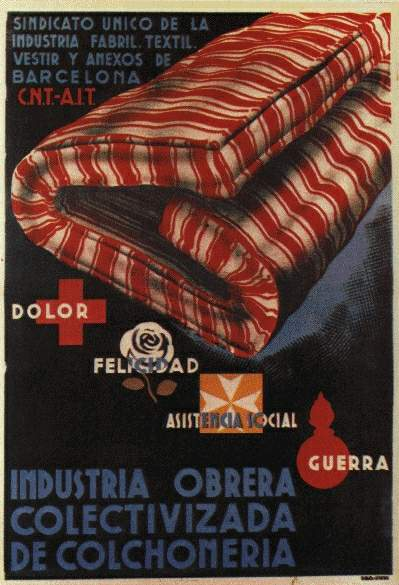
Cartaz das entidades da indústria têxtil coletivizada. Emma Goldman se impressionou com o grau de transformação ocorrido nos territórios mantidos pelos libertários

Goldman começou a se preocupar com relação ao futuro do anarquismo na Espanha quando a CNT-FAI passou a fazer parte de um governo de coalizão em 1937 — contra o princípio anarquista básico de abstenção das estruturas estatais — e, mais ameaçadoramente, fez repetidas concessões às forças comunistas em nome da unidade contra o fascismo. Escreveu que, ao cooperar com os comunistas na Espanha, estavam "abandonando nossos camaradas nos campos de concentração de Stalin". A Rússia, nesse meio tempo, se recusava a enviar armas para as forças anarquistas, e campanhas de desinformação eram veiculadas contra os anarquistas por toda a Europa e Estados Unidos. Sua fé no movimento era inabalável, Emma retornou a Londres como uma representante oficial da CNT-FAI.
Realizando leituras públicas e dando entrevistas, Goldman entusiasticamente apoiava os anarcossindicalistas da Espanha. Ela escreveu regularmente para o Espanha e o Mundo, um periódico bissemanal focado na guerra civil. Em maio de 1937, no entanto, as forças comunistas atacaram as posições anarquistas e destruíram coletivos agrários. Jornais da Inglaterra e de outras partes do mundo aceitaram a linha de eventos oferecida pela Segunda República Espanhola conferindo-lhes valor. George Orwell, que na época era jornalista simpático ao anarquismo, presente nesse momento histórico, escreveu "O número de motins em Barcelona em maio chocou-se contra as mentiras que eu testemunhara".
Goldman retornou à Espanha em setembro, mas a CNT-FAI lhe parecia então como um grupo de pessoas "em uma casa em chamas". Ainda pior, anarquistas e outros radicais ao redor do mundo agora se recusavam a apoiar sua causa. As forças nacionalistas sob o comando de Franco declararam vitória na Espanha logo após ela retornar a Londres. Frustrada pela atmosfera repressiva na Inglaterra — que ela definiu como "mais fascista que os fascistas" –, retornou ao Canadá em 1939.
No entanto, seus serviços em prol da causa anarquista na Espanha não haviam sido esquecidos. Em seu aniversário de setenta anos, o ex-secretário geral da CNT-FAI, Mariano Vásquez, mandou-lhe uma mensagem de seu exílio em Paris, agradecendo-lhe por suas contribuições e nomeando-a como "nossa mãe espiritual". Ela considerou este "o mais belo tributo que eu já recebi".

### Últimos anos e morte

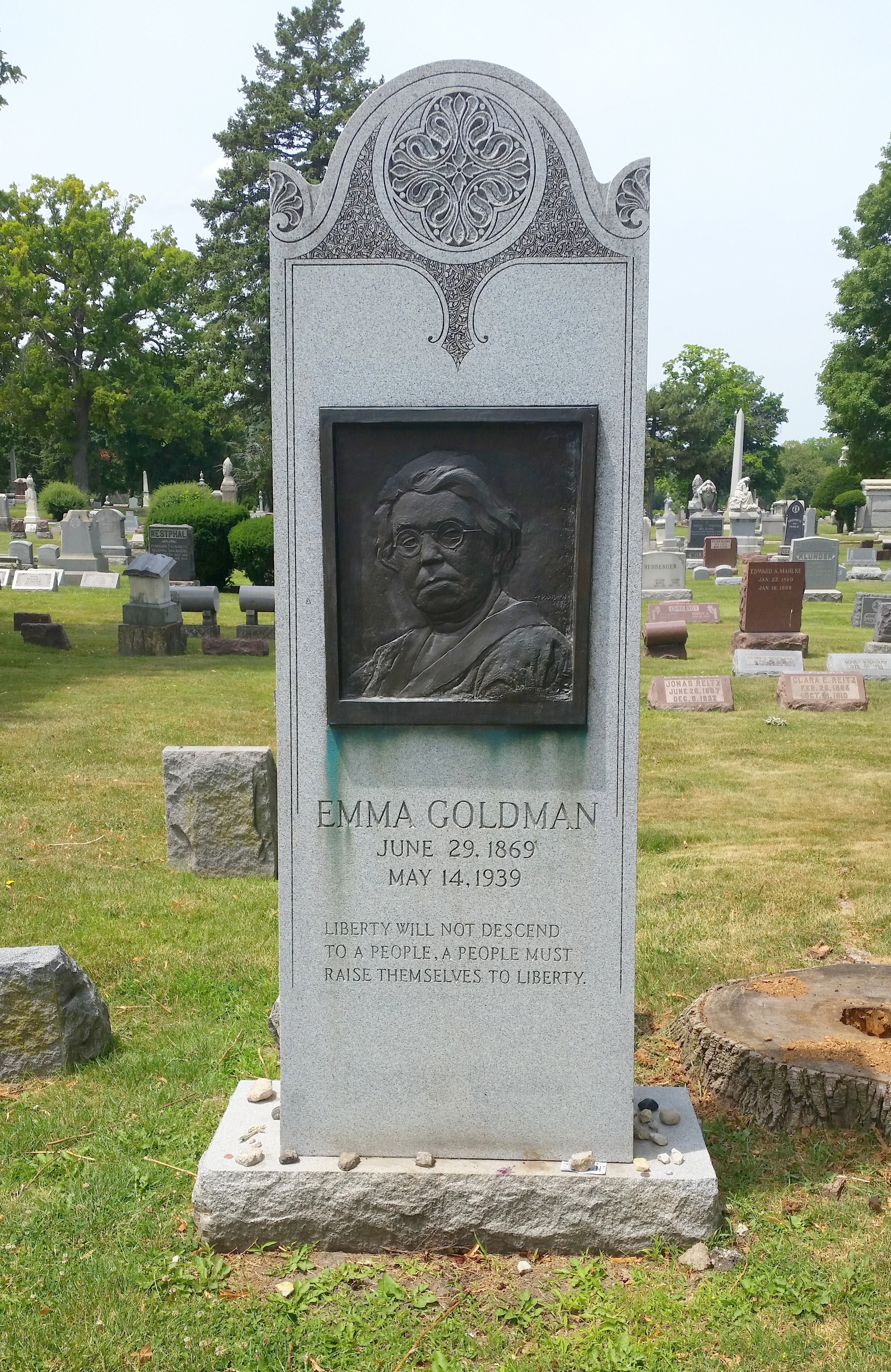
O túmulo de Emma Goldman no cemitério German Waldheim, próximo aos túmulos dos mártires de Chicago. As datas gravadas estão incorretas

Quando os eventos que precederam a Segunda Guerra Mundial começaram a se desenrolar na Europa, Goldman reiterou sua oposição à guerras levadas a cabo por governos. "Por mais que eu abomine Hitler, Mussolini, Stalin e Franco", ela escreveu a um amigo, "não poderia apoiar uma guerra contra eles por democracias que, em última análise, são apenas regimes fascistas disfarçados". Ela considerava que a Inglaterra e a França haviam perdido sua oportunidade de se opor ao fascismo antes, e que a guerra vindoura só podia resultar em "uma nova forma de loucura no mundo". Esta posição tornou-se vastamente impopular, conforme os ataques dos nazistas às comunidades judaicas reverberavam pela diáspora.
No sábado de 17 de fevereiro de 1940, Goldman sofreu um derrame, paralisando todo o seu lado esquerdo, e ainda que sua audição não tenha sido afetada, ela não mais conseguia falar. Como descrita por um amigo: "Só de pensar que lá estava Emma, a grande oradora da América, incapaz de pronunciar uma palavra". Nos três meses seguintes houve uma aparente melhora, e Emma recebendo visitantes em uma ocasião, foi capaz de apontar para seu livro de endereços para indicar para um amigo possíveis contatos que o auxiliariam durante uma viagem para o México.
No dia 8 de maio ela sofreu mais um sério derrame. Seis dias depois, no dia 14 de maio, Emma Goldman morreu na cidade de Toronto, Canadá. Frente a pressão da opinião pública, o Serviço de Naturalização e Imigração estadunidense permitiu que seu corpo fosse trazido de volta aos Estados Unidos para ser velado e enterrado.
Os restos mortais de Emma Goldman foram enterrados no cemitério German Waldheim, em Forest Park, Illinois, um subúrbio de Chicago. Neste mesmo cemitério estão localizados os túmulos de outros anarquistas, ativistas sociais e sindicais, entre estes os túmulos de August Spies, Albert Parsons, Adolph Fischer, George Engel e Louis Lingg — libertários mortos e executados em consequência da revolta de Haymarket em maio de 1886.

## Ideais e reflexões
Goldman falou e escreveu extensivamente sobre um amplo escopo de assuntos. Enquanto rejeitava a ortodoxia e o pensamento fundamentalista, contribuiu também para diversos campos da filosofia política moderna. Ela foi influenciada por muitos pensadores e escritores, incluindo Mikhail Bakunin, Henry David Thoreau, Piotr Kropotkin, Ralph Waldo Emerson, Nikolai Chernyshevsky, e Mary Wollstonecraft. Outro filósofo que influenciou Goldman foi Friedrich Nietzsche. Em sua autobiografia ela escreveu:
"Nietzsche não foi um teórico social, mas um poeta, um rebelde e inovador. Sua aristocracia não era por nascimento ou dinheiro; era em espírito. A esse respeito Nietzsche era um anarquista, e todos os verdadeiros anarquistas foram aristocratas."— em  Anarquismo, p. 62.

### Anarquismo

Emma Goldman durante toda sua trajetória, teve o anarquismo, não só como um ideal político, mas também como filosofia de vida

O anarquismo era central na visão de mundo de Emma Goldman, e atualmente ela é considerada uma das figuras mais importantes da história desta filosofia e prática política. Desde o seu primeiro contato com o anarquismo, durante a perseguição dos libertários após a revolta de Haymarket em 1886, ela escreveu e falou regularmente a respeito do anarquismo. No ensaio que empresta o título ao seu livro Anarquismo e Outros Ensaios, ela escreveu:
O anarquismo, portanto, realmente se ergue pela libertação da mente humana do domínio da religião; a libertação do corpo humano do domínio da propriedade; libertação dos grilhões e refreamentos dos governos. O anarquismo está em busca de uma ordem social baseada no livre agrupamento de indivíduos com o propósito de produzir riqueza social real; uma ordem que irá garantir que todos os seres humanos tenham livre acesso à terra e à plena satisfação das necessidades da vida, de acordo com os desejos, gostos e inclinações individuais— em Anarquismo, p. 62.
O anarquismo de Goldman era intensamente pessoal. Ela acreditava ser necessário que os pensadores anarquistas vivessem conforme aquilo que acreditavam, demonstrando suas convicções através de cada ação e palavra. "Não me importa se a teoria de um homem para o amanhã é correta", ela escreveu certa vez. "O que me importa é se seu espírito de hoje é correto". O anarquismo e a livre associação eram em sua lógica, respostas para os confins do controle governamental e capitalista. "Parece-me que estas são as novas formas de vida", escreveu, "e que elas irão tomar o lugar das antigas, não por pregações ou votos, mas através de sua vivência". Simultaneamente, Emma acreditava que o movimento em busca da liberdade humana precisava ser levado adiante por humanos libertos. Enquanto dançava entre seus companheiros uma noite, ela foi repreendida por um associado por sua postura despreocupada. Em sua autobiografia Goldman escreveu:
Disse a ele para se preocupar com seus próprios assuntos, estava cansada de ter a Causa constantemente atirada na minha cara. Não acreditava que uma Causa que se posicionava em favor de tão belo ideal, pelo anarquismo, pela libertação e liberdade de convenções e prejuízos, poderia exigir uma negação da vida e diversão. Insisti que nossa causa não poderia esperar que me comportasse como uma freira e que o movimento não devia ser transformado em um convento. Se assim o fosse, eu não o queria. "Quero liberdade, o direito de expressão própria, o direito de todos à coisas radiantes e belas.— Vivendo Minha Vida, p. 56.

### Ateísmo
Uma ateia comprometida, Emma Goldman entendia a religião como outro instrumento de controle e dominação. Em seu ensaio "A Filosofia do Ateísmo" refere-se a Bakunin para tratar do assunto, e o complementa:
Conscientemente ou inconscientemente, muitos teístas vem em deuses e demônios, paraíso e inferno, recompensa e punição, um chicote para conduzir as pessoas à obediência, à mansidão e ao contentamento… a filosofia do ateísmo expressa a expansão e desenvolvimento da mente humana. A filosofia do teísmo, se é que podemos chamá-la de filosofia, é estática e fixa.
Em ensaios como "A Hipocrisia do Puritanismo" e em uma conferência intitulada "A Falha do Cristianismo", Goldman fez mais que um punhado de inimigos entre as comunidades religiosa ao atacar suas atitudes moralistas e esforços para controlar o comportamento humano. Ela culpava o Cristianismo pela "perpetuação de uma sociedade escravista", argumentando que dirigia as ações individuais na Terra e oferecia a pessoas pobres a falsa promessa de um futuro de plenitude no paraíso. Ela foi também crítica do Sionismo, no qual ela via outro experimento falho de controle estatal.

### Capitalismo

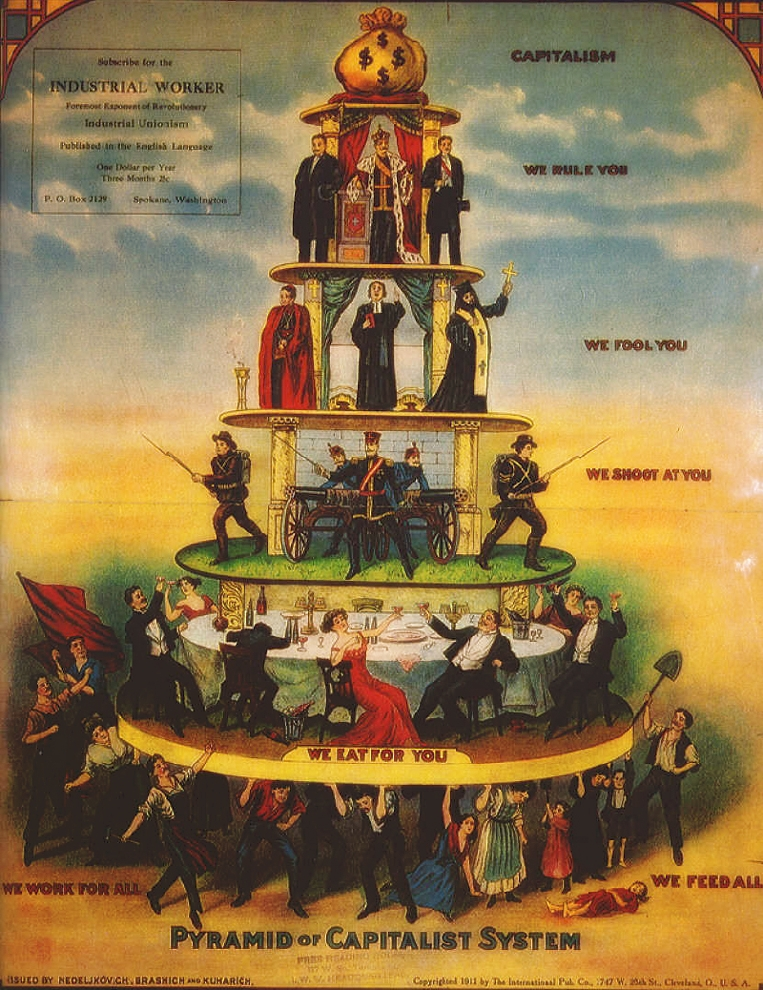
Cartaz da IWW de 1911 ilustrando a pirâmide de exploração do Capitalismo

Goldman acreditava que o sistema econômico do capitalismo era inimigo da liberdade humana. "A única demanda que a propriedade reconhece", ela escreveu em Anarquismo e Outros Ensaios, "é seu próprio apetite glutônico por mais riqueza, porque riqueza significa poder; o poder de dominar, de esmagar, de explorar, o poder de escravizar, de ultrajar, de degradar". Ela também argumentava que o capitalismo desumanizou os trabalhadores, "tornando o produtor em uma mera partícula de uma máquina, com menos vontade e decisão que se mestre de aço e ferro". Originalmente opositora a tudo que não fosse a revolução plena, Emma Goldman foi desafiada durante uma de suas palestras por um trabalhador mais velho em meio ao salão. Em sua autobiografia, ela escreveu:
Ele disse que entendia a minha impaciência com tão pequenas demandas como umas poucas horas a menos de trabalho por dia, ou alguns dólares a mais por semana… Mas onde estavam os homens da idade dele para fazê-lo? Eles provavelmente não viveriam para ver a queda do sistema capitalista. Será que teriam eles que abdicar também da liberação de duas horas diárias de seu trabalho odioso? Isso era tudo que poderiam esperar ver realizado em seu tempo de vida.— Vivendo Minha Vida p.52
Goldman a partir deste ocorrido, passou a considerar que pequenos esforços por melhorias nas condições de vida dos trabalhadores, como salários maiores e menos horas de labor poderiam fazer parte de uma revolução social. Diante desta consideração da qual decorre uma importante discussão sobre estratégia no movimento libertário, Emma deixou claro um seu relativo afastamento das vertentes ilegalistas e insurrecionais, em favor de maior proximidade das táticas defendidas pelo anarco-sindicalismo.

### Feminismo

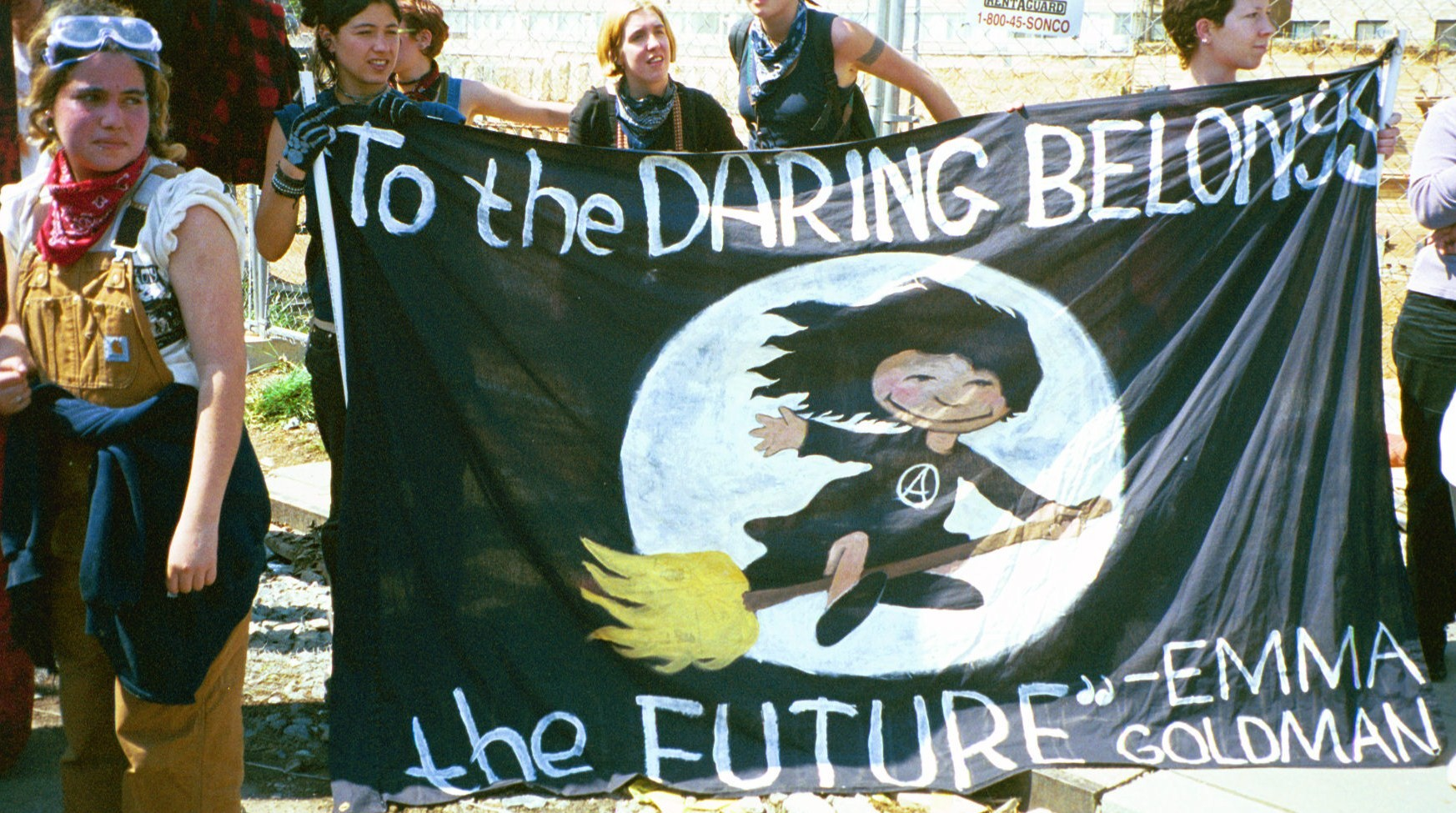
Em uma faixa sustentada por jovens anarcofeministas lê-se uma citação de Emma Goldman "Aos que ousam o futuro pertence"

Ainda que fosse hostil a primeira onda do feminismo e seus objetivos sufragistas nos Estados Unidos, Emma Goldman defendia apaixonadamente a emancipação das mulheres, e é hoje considerada uma das fundadoras do anarcofeminismo, que se contrapõe tanto ao patriarcado como também à hierarquia se manifeste ela em divisões de classe ou na estrutura do estado. Em 1897 ela escreveu:

"Busco a independência da mulher, seu direito de se apoiar; de viver por sua conta; de amar quem quer que deseje, ou quantas pessoas deseje. Eu busco a liberdade de ambos os sexos, liberdade de ação, liberdade de amor e liberdade na maternidade".
Enfermeira por profissão, foi desde cedo uma defensora da educação das mulheres com relação aos métodos contraceptivos. Como muitas das feministas da atualidade, ela entendia o aborto como uma trágica consequência das condições sociais, e o controle de natalidade como uma alternativa positiva. Goldman também defendia o amor livre, e realizou uma forte crítica do casamento. Ela viu nas feministas que lhe precederam uma perspectiva confinada em seu escopo e limitadas por forças sociais do puritanismo e do capitalismo. Escreveu: 
"Temos a necessidade de libertarmo-nos das velhas tradições e hábitos. O movimento para a emancipação feminina desde então conseguiu dar apenas o primeiro passo nesta direção."— Goldman, Anarchism, p. 224.

### Homossexualidade
Goldman foi também uma dura crítica da perseguição aos homossexuais. Ela acreditava que a libertação sexual deveria se estender às demandas dos gays e lésbicas que virtualmente não eram sequer ouvidos em sua época, mesmo pelos anarquistas. Como Magnus Hirschfeld escreveu, "Ela foi a primeira e única mulher, e mesmo a primeira e única americana, a se levantar em defesa do amor homossexual antes do público em geral". Em inúmeras conferências e cartas ela defendeu o direito dos gays e lésbicas a se relacionarem como desejassem e condenou o medo e o estigma associado com a homossexualidade. Como Goldman escreveu em uma carta para Hirschfeld, "É uma tragédia, sinto que essas pessoas de tipo sexual distinto são lançadas em um mundo que mostra tão pouca compreensão com relação aos homossexuais e é tão rudemente indiferente às várias gradações e variações de gênero em sua grande significação na vida".

### Liberdade de expressão
Como anarquista, Goldman atuou em inúmeras causas relacionadas às liberdades humanas, especialmente no que se refere à liberdade de expressão. Constantemente perseguida por sua defesa do anarquismo bem como por sua oposição a Primeira Guerra Mundial, Goldman foi ativa no movimento por liberdade de expressão no início do século XX, vendo nesta forma de liberdade uma necessidade fundamental para atingir a mudança social. Sua defesa incansável de seus ideais e suas colocações frente as inúmeras prisões que sofrera inspirariam toda uma geração de ativistas pró liberdades civis, entre eles Roger Baldwin, um dos fundadores da União Americana Por Liberdades Civis.

### Sistema prisional
Outro assunto que Goldman frequentemente abordava era a justiça criminal. Ela era uma crítica apaixonada do sistema de prisões e via o crime como uma consequência lógica de um sistema econômico injusto. Em seu ensaio "Prisões: Um Crime Social e Falido", ela faz referência às posições anticarcerárias apresentadas por autores como Fiódor Dostoiévski e Oscar Wilde, e escreve:
Ano após ano dos portões das infernais prisões retornam ao mundo amaciados, deformados, indesejáveis, tripulantes da humanidade naufragada, com a marca de Cain em suas testas, suas esperanças esmagadas, todas suas inclinações naturais prejudicadas. Com nada além de fome e desumanidade para recebê-los, estas vítimas logo novamente afundarão no crime como única possibilidade de existência— Goldman, Anarchism, p. 120.
Na perspectiva de Goldman os encarceramentos só servem para ampliar desigualdades e estas por sua vez implicam maior violência. Goldman ao final deste artigo afirma que somente uma mudança radical em direção da abolição seguida da instituição de formas de resgate daqueles considerados culpados de crimes seria capaz de criar condições para libertar tanto os encarcerados quanto seus carcereiros.

### Táticas
Entre as táticas que Goldman endossou estavam a violência direcionada. No início de seu ativismo Goldman acreditava que o uso da violência, ainda que potencialmente desastroso, por vezes poderia ser efetivo em alcançar grande benefício. Ela defendia a propaganda pela ação violenta - conhecida à época pelo termo francês attentat, ou atos pontuais de violência capazes de encorajar as multidões a se insurgir. Ela apoiou o atentado de seu companheiro Alexander Berkman contra o industrial Henry Clay Frick, e inclusive implorou a ele para que pudesse participar. Ela acreditava que as ações de Frick durante a greve de Homestead eram totalmente condenáveis e que seu assassinato poderia produzir um resultado positivo para os trabalhadores. "Sim", ela escreveu mais tarde em sua autobiografia, "o fim nesse caso justificava o meio". Por outro lado ela nunca deu sua aprovação explícita ao assassinato do presidente William McKinley levado a cabo por Leon Czolgosz. Ainda assim Emma defendeu seus ideais e considerou que ações como essa eram a consequência lógica de instituições repressoras. Como escreveu em "A Psicologia da Violência Política": "as forças acumuladas em nossa vida econômica e social, culminando em um ato de violência, são similares aos terrores da atmosfera, manifestados em tempestade e trovão".
Posteriormente suas vivências na Rússia levaram Emma Goldman a rever seus pressupostos anteriores de que fins revolucionários justificam meios violentos. A repressão e o controle autoritário estabelecido na União Soviética causaram uma mudança radical em sua perspectiva. De fato, por volta de 1923 ela estava próxima de refutar sua posição inicial. Na conclusão de Minha Desilusão na Rússia, ela escreveu: "Não há falácia maior que acreditar que os objetivos e propósitos são uma coisa, enquanto os métodos e as táticas são outra. O meio empregado se torna, através do hábito individual e da prática social, parte e parcela do propósito final…".
Contudo, Emma enxergava o estado como essencial e inevitavelmente um instrumento de controle e dominação. Consequentemente, acreditava que o voto era inútil na melhor das possibilidades e perigoso na pior delas. Votar, ela escreveu, gera uma ilusão de participação enquanto máscara as verdadeiras estruturas de tomada de decisão. Ao invés do voto, Goldman defendeu a resistência direcionada na forma de greves, protestos, e "ação direta contra a autoridade invasiva de nosso código moral. Ela permaneceu defendendo sua posição anti-eleitoral mesmo quando muitos anarco-sindicalistas da Espanha da década de 1930 votaram pela formação de uma república liberal. Goldman escreveu que muitos poderes anarquistas organizados em torno da unidade eleitoral deveriam ao invés disso assumir como estratégias as greves gerais por todo o país. Ela discordava do movimento sufragista feminino, que demandava o direito das mulheres ao voto. Em seu ensaio "O Sufrágio Feminino", ela ridiculariza a ideia de que a adesão das mulheres ao sistema eleitoral poderia levar a um estado democrático de maior justiça: "Como se eleitoras não pudessem vender seus votos, como se políticas mulheres não pudessem comprá-los!". Ela concordava com a afirmação sufragista de que mulheres são iguais aos homens, mas discordava de que sua participação pudesse proporcionar um estado de maior justiça. "Assumir, portanto, que é possível purificar algo que não é passível de purificação, seria creditar às mulheres poderes sobrenaturais".

## Legado

### Memória

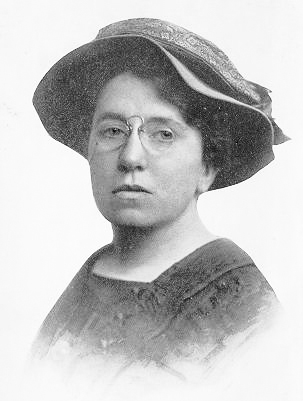
Uma imagem bem conhecida de Goldman, as vezes vista em camisetas e stencils com suas citações

Goldman tornou-se bem conhecida durante sua vida, descrita entre outras formas como — "a mulher mais perigosa da América". Após sua morte e na metade do século XX, sua fama entrou em declínio. Estudiosos e historiadores do anarquismo enxergaram nela uma grande ativista e oradora, mas não reconheceram seu esforço teórico e filosófico da mesma forma que o fizeram com figuras como a de Piotr Kropotkin.
Em 1970, A editora Dover Press relançou a biografia de Goldman, Vivendo Minha Vida (Living My Life), e em 1972, a escritora feminista Alix Kates Shulman publicou uma compilação dos escritos e discursos de Goldman sob o título As Falas de Red Emma (Red Emma Speaks). Estes trabalhos levaram a vida de Emma Goldman e suas reflexões para uma ampla audiência, e ela foi particularmente iconizada pelas feministas da segunda metade do século XX. Em 1973 Shulman recebeu um pedido de um de seus amigos editores para uma citação de Goldman para ser grafada em uma camiseta. Ela lhe enviou um trecho do Vivendo Minha Vida sobre "o direito de autoexpressão, o direito de todos à beleza, coisas radiantes"; fazia parte dele uma de suas mais famosas citações: " Se não posso dançar, Esta não é minha revolução". Ainda que haja dúvidas frente ao fato de Goldman ser ou não a autora deste dito, na opinião de muitos libertários ele parece conter a essência de sua crença na liberdade pessoal e na autoexpressão. Variações desta fala têm aparecido em centenas de camisetas, broches, cartazes, stencils, panfletos, canecas de café, chapéus, e outros itens.
O movimento feminista do final da década de 1960 e da década de 1970, que "redescobriu" Emma Goldman, foi acompanhado pela ressurgência do movimento anarquista, o que também chamou a atenção dos pesquisadores para os anarquistas do início do século XX. O crescimento do feminismo também suscitou uma valorização do trabalho filosófico de Goldman por parte de estudiosos que passaram a destacar a sua significativa contribuição teórica para o anarquismo de seu tempo. Goldman acreditava, por exemplo, em uma estética anarquista, cuja influência podia ser percebida nas artes. Simultaneamente, a ela foi creditado o pioneirismo na abordagem de um amplo espectro de questões sociais — desde as liberdades sexuais e dos direitos reprodutivos à liberdade de expressão e ao movimento anticarcerário.

### Organizações
Goldman foi também homenageada por inúmeras organizações que receberam seu nome. A Clínica Emma Goldman, um centro de saúde da mulher localizado na cidade de Iowa escolheu a libertária "em reconhecimento ao seu espírito desafiador". Também o infoshop (cafeteria e livraria) Red Emma's Bookstore Coffeehouse, instalado na cidade de Baltimore, Maryland adotou seu nome pelo fato de seus membros gestores compartilharem das "ideias e ideais pelos quais ela lutou por toda sua vida: liberdade de expressão, liberdade sexual, igualdade racial e independência, pelo direito de organizarmo-nos em nossos trabalhos e em nossas próprias vidas, ideias e ideais pelos quais continuamos lutando, mesmo hoje".

### Teatro, cinema e arte

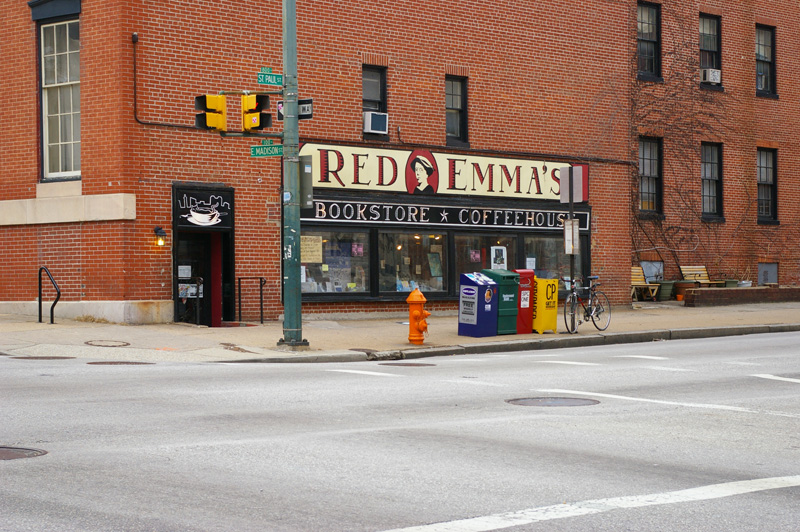
A fachada do Infoshop Red Emma's Bookstore Coffeehouse em Baltimore

Nas últimas décadas, Goldman tornou-se também uma personagem interpretada em inúmeras obras de ficção. Uma das interpretações mais notáveis tenha sido talvez a de Maureen Stapleton no longa-metragem Reds, dirigido por Warren Beatty de 1981. Sua vida inspirou também inúmeras peças teatrais entre elas Emma de 2002, dirigida por Howard Zinn; Mother Earth de 1991, sob a direção de Martin Duberman, Emma Goldman: Love, Anarchy, and Other Affairs, dirigida por Jessica Litwak focada na relação de Goldman com Berkman e em sua prisão após o assassinato de McKinley. Love Ben, Love Emma dirigida por Carol Bolt é outra das peças que tratam das relações pessoais de Emma só que por sua vez com Reitman.

### Música e literatura
No campo da literatura ficcional há também o romance Red Rose de Ethel Mannin baseado na vida de Emma Goldman. Emma também é personagem do livro de ficção Ragtime, escrito por E.L. Doctorow.
Emma Goldman é também uma das personalidades históricas presentes no videoclipe da música Smash It Up da banda sueca The International Noise Conspiracy. Também no videoclipe da canção Capitalism Stole My Virginity desta mesma banda há outra referência a Emma Goldman: sua famosa frase "Se não posso dançar não é minha revolução" é mostrada logo no início do filme.

## Obras

### Coletâneas
- Red Emma Speaks: Selected Writings and Speeches. New York: Random House, 1972. ISBN 0-394-47095-8
- Emma Goldman: A Documentary History Of The American Years, Volume 1 - Made for America, 1890-1901. Berkeley: University of California Press, 2003. ISBN 0-520-08670-8.
- Emma Goldman: A Documentary History Of The American Years, Volume 2 - Making Speech Free, 1902-1909. Berkeley: University of California Press, 2004. ISBN 0-520-22569-4.
- O indivíduo, a sociedade e o estado, e outros ensaios (2007). Edição brasileira organizada por Plínio Augusto Coêlho. São Paulo: Hedra. ISBN 9788577150724.
- Casamento e amor (Marriage and love)
- A tragédia da emancipação feminina (The tragedy of women's emancipation)